# ORP Bałtyk (1896)
ORP Bałtyk, pierwotnie D’Entrecasteaux – francuski krążownik pancernopokładowy z końca XIX wieku, następnie w okresie międzywojennym polski hulk szkolny.
Krążownik „D’Entrecasteaux”, noszący imię na cześć francuskiego XVIII-wiecznego odkrywcy, był jedynym zbudowanym okrętem swojego typu i unikatową jednostką we francuskiej marynarce wojennej – dużym krążownikiem I klasy, skonstruowanym specjalnie do służby kolonialnej na Dalekim Wschodzie. Na początku służby brał udział w tłumieniu powstania bokserów w Chinach. Podczas I wojny światowej służył aktywnie na Morzu Śródziemnym, odznaczając się zwłaszcza w obronie Kanału Sueskiego przed Turkami w 1915 roku. Po wojnie został w 1922 roku wycofany z czynnej służby i przekształcony w hulk bez napędu. W tym charakterze był przejściowo wypożyczony Belgii, a następnie w 1927 roku został zakupiony przez polską Marynarkę Wojenną, jako hulk szkolny. Był pierwszym polskim okrętem noszącym nazwę ORP „Bałtyk” i największym okrętem, jaki kiedykolwiek służył w PMW. Po wybuchu II wojny światowej został przejęty przez Niemców i po krótkim okresie wykorzystywania, złomowany do 1942 roku.
Wyporność okrętu wynosiła około 8000 ton, a pierwotne uzbrojenie główne stanowiły dwie armaty kalibru 240 mm i 12 armat kalibru 138,6 mm. Napędzały go maszyny parowe, pozwalające na rozwijanie prędkości 19 węzłów.

## Zamówienie i budowa
Budowa okrętu związana było z ekspansją kolonialną Francji w II połowie XIX wieku. W tym okresie mocarstwa kolonialne często budowały okręty specjalnie przeznaczone do długotrwałej służby w koloniach, których zadaniem było głównie reprezentowanie bandery metropolii. Były one zazwyczaj słabsze od jednostek budowanych na wody europejskie, lecz wystarczające do odpierania lokalnych zagrożeń i utrzymywania porządku w koloniach. Do stałej służby kolonialnej kierowano też inne okręty, głównie przestarzałe. Pod koniec XIX wieku Francja posiadała w koloniach stosunkowo słabe siły morskie, biorąc pod uwagę nowoczesność i siłę poszczególnych stale stacjonujących tam okrętów. W tym okresie w samej Francji ścierały się różne poglądy na temat rozwoju marynarki, czemu sprzyjała wielość ciał zajmujących się marynarką lub przyznających fundusze na jej rozbudowę oraz częste zmiany personalne na stanowisku ministra marynarki. Efektem tego była budowa przeważnie pojedynczych okrętów zamiast ich serii oraz kilkakrotne zmiany koncepcji rozwoju marynarki (m.in. koncepcja tzw. młodej szkoły – Jeune École).
Wyrazem wpływu tradycjonalistów było zamówienie dużego krążownika kolonialnego „D’Entrecasteaux”, mającego pełnić funkcje okrętu flagowego floty kolonii. Wymagania na duży krążownik kolonialny I klasy (rangi) o wyporności około 8000 ton sformułowała Rada Prac Marynarki w lipcu 1891 roku na wniosek ministra marynarki Édouarda Barbeya. Początkowo przewidywały one uzbrojenie główne składające się z czterech dział 240 mm w pojedynczych wieżach rozmieszczonych na planie rombu, lecz wymagało ono wyporności 8600 ton, toteż minister marynarki zredukował wymagania do dwóch dział i zmniejszył grubość pancerza; zrezygnowano też z pomocniczego ożaglowania. Do konkursu w 1892 roku zgłoszono projekty czterech inżynierów morskich oraz trzech prywatnych stoczni, z tego do dalszych prac marynarka wybrała projekty autorstwa inżyniera marynarki Gastona Tréboula oraz inżyniera Amable′a Lagane’a z prywatnej stoczni Société Nouvelle des Forges et Chantiers de la Méditerranée (FCM) w La Seyne-sur-Mer koło Tulonu. Po wymaganych poprawkach Rada Prac 31 stycznia 1893 roku zaakceptowała oba projekty, aczkolwiek pierwszeństwo dawała projektowi Tréboula. Mimo to, projekt Tréboula wymagał dalszych poprawek, wobec czego ostatecznie zamówienie na budowę okrętu uzyskała stocznia FCM, z którą kontrakt na budowę podpisano 8 listopada 1893 roku. Krążownik ten był przewidziany w budżecie na 1893 rok, pod tymczasowym oznaczeniem „N”, ostatecznie przeniesiony na kolejny rok. Projekt Tréboula przedstawiał okręt o bardziej klasycznym wyglądzie, z trzema cieńszymi kominami zgrupowanymi na śródokręciu, taranową dziobnicą i ściętą u góry rufą. Projekt ten, po wprowadzeniu wymaganych poprawek, został również zaaprobowany przez ministra marynarki 21 sierpnia 1895 roku i w budżecie na 1896 rok przewidziano budowę drugiego krążownika kolonialnego I klasy pod nazwą „Jeanne d’Arc”. Do jego budowy jednak nie doszło, gdyż nowy minister marynarki Édouard Lockroy doprowadził do jego zamiany na krążownik pancerny o tej samej nazwie, który stał się pierwszym z francuskich dużych krążowników pancernych.

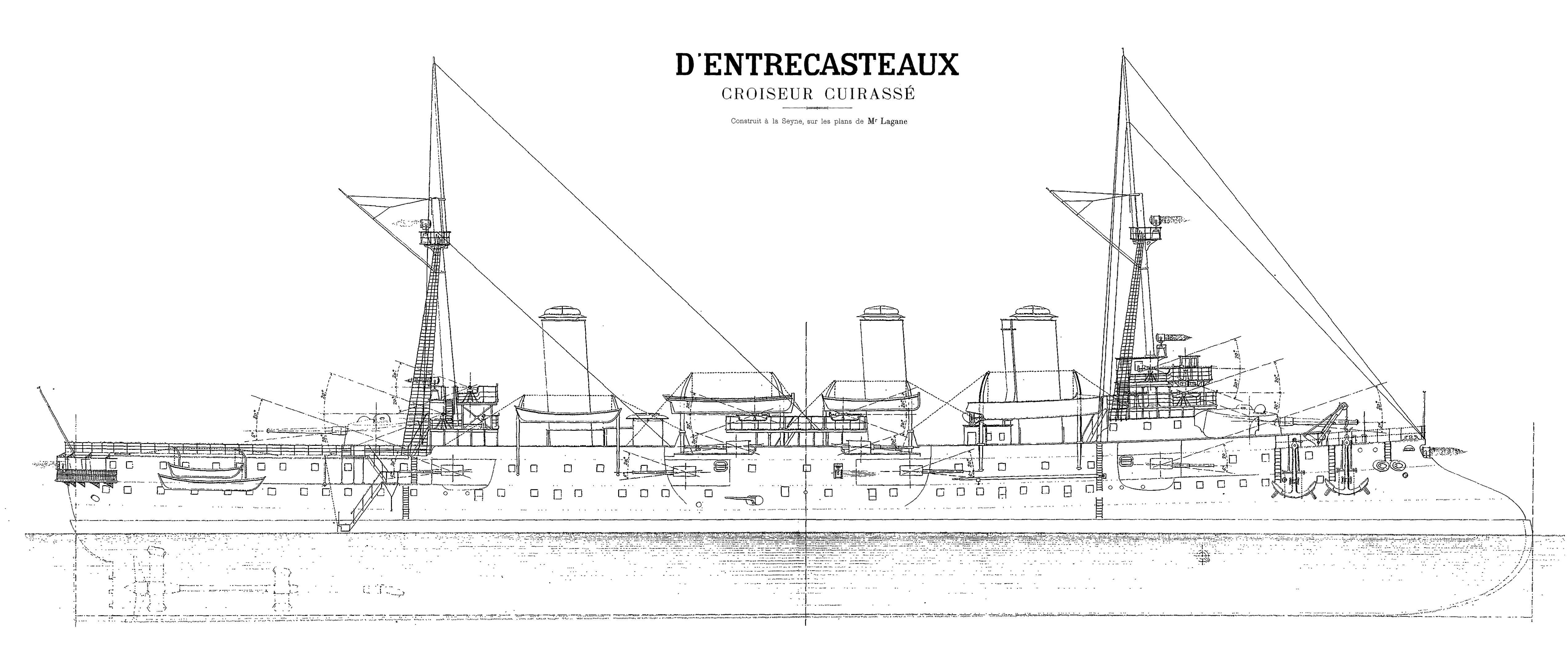
Plan stoczniowy

Stępkę pod budowę „D’Entrecasteaux” położono w stoczni Société Nouvelle des Forges et Chantiers de la Méditerranée w La Seyne w czerwcu 1894 roku. Okręt otrzymał nazwę ku upamiętnieniu Antoine’a Bruniego d’Entrecasteaux (1737–93), francuskiego nawigatora, podróżnika i odkrywcy, który badał wybrzeża Australii w latach 1792–93. Kadłub wodowano 12 czerwca 1896 roku. Maszyny i kotły wykonano w zakładach FCM w Marsylii, a uzbrojenie w zakładach w La Seyne i Hawrze, jedynie działa 240 mm zostały dostarczone przez Marynarkę. 1 stycznia 1898 roku okręt został przejęty przez marynarkę do prób morskich. W ich trakcie doszło 28 kwietnia 1898 roku do awarii kotła i poparzeń parą czterech palaczy, co spowodowało opóźnienie w harmonogramie. Podczas prób prędkości maksymalnej okręt rozwinął 19,1 węzła przy mocy indykowanej 14 578 KM, podczas prób 24-godzinnych – prędkość średnią 17,8 w i moc indykowaną 8893 KM. Próby zakończono zaakceptowaniem okrętu przez marynarkę 25 stycznia 1899 roku, a 15 lutego 1899 roku został wcielony do służby. Koszt budowy wyniósł 16 693 477 franków (równowartość 4846,5 kg złota).
Cechą wyróżniającą nowy krążownik kolonialny było silne uzbrojenie składające się z dwóch dział kalibru 240 mm (najsilniejsze ze wszystkich francuskich krążowników, łącznie z pancernymi). Wskazywało to na przewidywane zastosowanie jako substytutu pancernika, mogącego zwalczać umocnienia brzegowe i nawet opancerzone jednostki. Z drugiej strony marynarka uznała, że wystarczającą ochronę kadłuba będzie stanowił wewnętrzny pokład pancerny, bez opancerzenia burt (cecha krążowników pancernopokładowych). Zastosowano jednak w projekcie nietypowy schemat dość solidnego opancerzenia, stanowiący pośrednie rozwiązanie pomiędzy krążownikami pancernopokładowymi a pancernymi. Od stycznia 1897 roku okręt był wręcz oficjalnie klasyfikowany jako krążownik pancerny (fr. croiseur cuirassé), po czym został ostatecznie przeklasyfikowany w styczniu 1899 roku na krążownik I klasy (fr. croiseur de 1re classe). Brak pancerza burtowego bywał przedstawiany jako wada okrętu, lecz warto mieć na uwadze, że w okresie powstania jego projektu, klasa krążowników pancernych dopiero się kształtowała, a masowa budowa dojrzałych jednostek tej klasy była prowadzona dopiero w późniejszych latach.
Mimo więc planów zamówienia drugiego okrętu tego rodzaju, „D’Entrecasteaux” pozostał jedynym spośród francuskich pancernopokładowych krążowników kolonialnych, który był zaliczony z uwagi na wielkość do krążowników I klasy. Do budowy kolejnego krążownika kolonialnego I klasy usiłował powrócić nowy minister marynarki Besnard w 1896 roku, lecz po kolejnych perturbacjach zamówiono mniejszy okręt „Jurien de la Gravière”, będący zarazem ostatnim francuskim krążownikiem pancernopokładowym.

## Opis

### Ogólna architektura

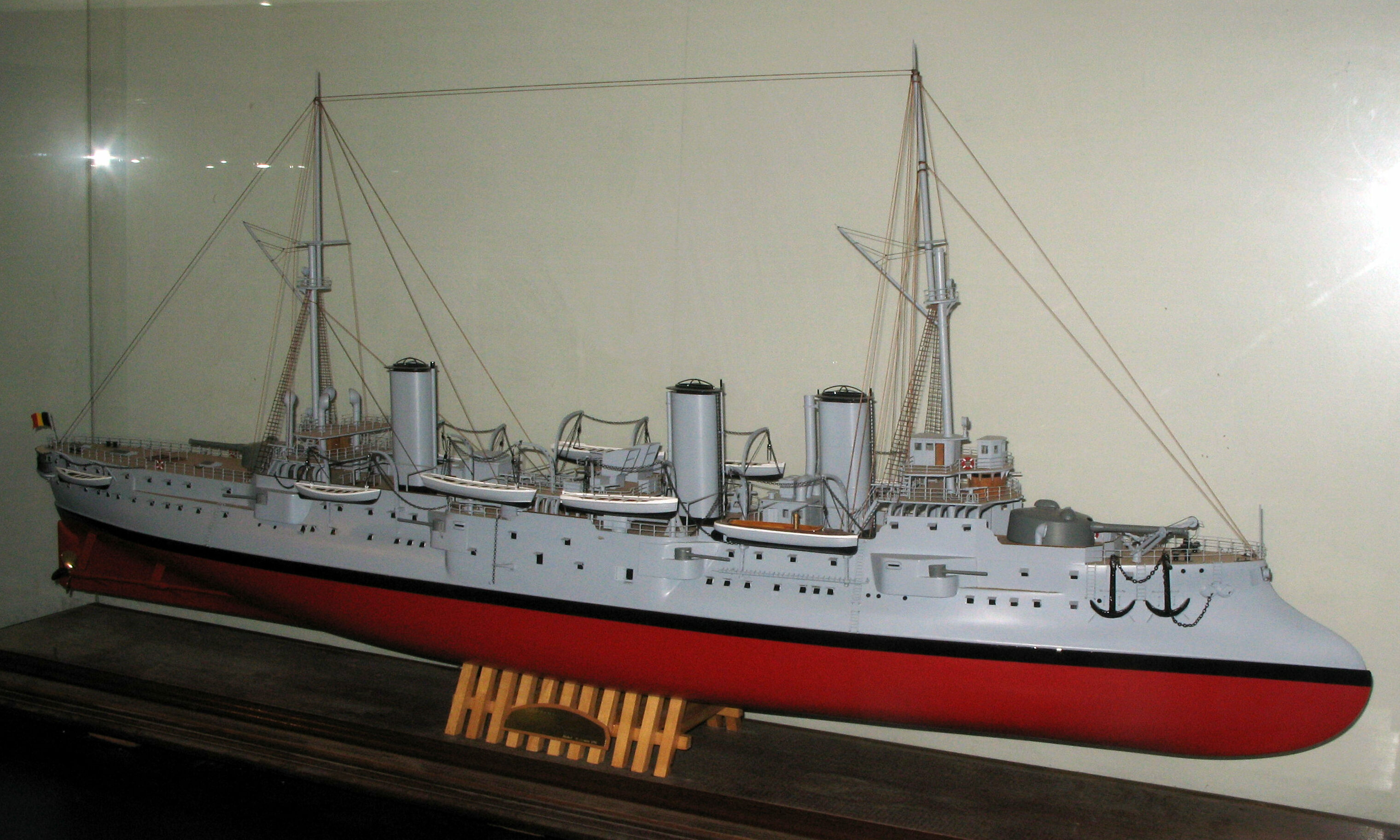
Model „D’Entrecasteaux”

Krążownik „D’Entrecasteaux” miał typowe cechy francuskiego budownictwa okrętowego przełomu wieków, takie jak dziób w formie długiej, wystającej do przodu, wygiętej ostrogi („pługa”) i dośrodkowe pochylenie burt, na skutek którego kadłub zwężał się ku górze od linii wodnej (poza odcinkiem na środku długości, między środkowymi kazamatami). Dziobnica nie miała jednak na celu pełnienia funkcji taranu, lecz zwiększenie wyporności części dziobowej bez zbytniego rozbudowywania wysokiej dziobówki. Na pokładzie blisko dziobu była umieszczona dziobowa wieża artyleryjska, a bezpośrednio za nią nadbudówka. Część dziobowa oraz gładkopokładowy kadłub o wysokich burtach i nadburciach na śródokręciu dawały okrętowi bardzo charakterystyczną sylwetkę, której wyróżniającym elementem były też trzy duże, pochylone pod kątem 4 stopni kominy, z czego dwa pierwsze były blisko siebie, a trzeci był znacznie oddalony w kierunku rufy. Wynikało to z umieszczenia maszynowni między kotłowniami – „D’Entrecasteaux” był pierwszym francuskim okrętem w takim układzie, który w bardziej symetrycznym wydaniu stał się typową cechą późniejszych francuskich dużych krążowników. Miał on ponadto dwa pochylone lekkie maszty, nie spełniające funkcji bojowych. Na samej rufie znajdowały się pomieszczenia admiralskie, z zewnętrzną galeryjką. Wysoka wolna burta w połączeniu z formą dziobu zapewniały okrętowi bardzo dobrą dzielność morską.

### Konstrukcja

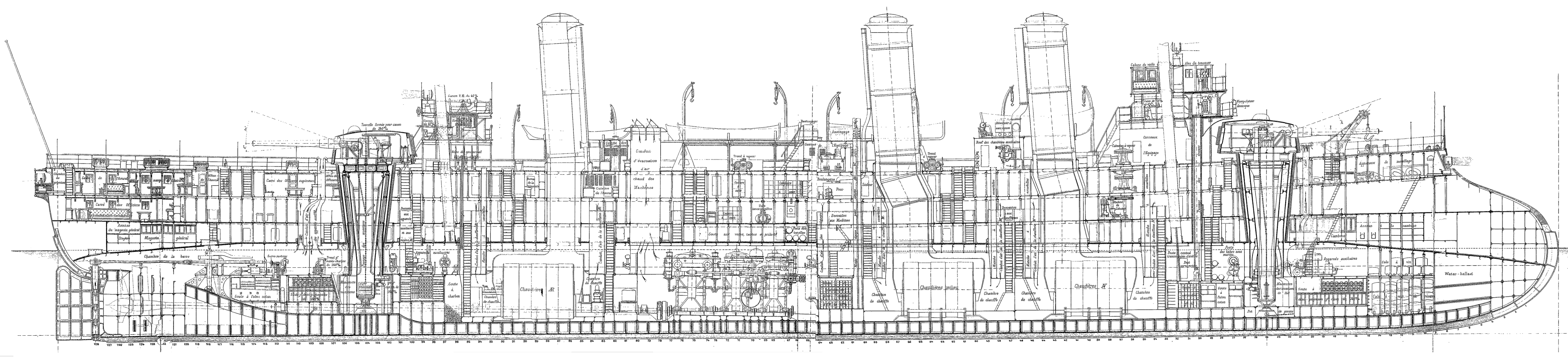
Przekrój wzdłużny

Kadłub był nitowany ze stali i miał poprzeczny układ wiązań, ze 128 wręgami o odstępie 930 mm. Okręt miał trzy zakryte ciągłe pokłady i jeden odkryty, które wznosiły się lekko w kierunku dziobu i rufy. Wysokość wolnej burty na śródokręciu wynosiła 6,05 m, a na dziobie 7,88 m. Wprawdzie cztery z sześciu grodzi poprzecznych dzielących kadłub na główne przedziały wodoszczelne znajdowały się na dziobie (do 26. wręgi, za dziobową wieżą), lecz dalsze niepełne grodzie i pokłady tworzyły pod pokładem pancernym ogółem 130 wodoszczelnych pomieszczeń, w tym 18 podwójnego dna. Z tego, 28 pomieszczeń wzdłuż burt, oddzielonych od wnętrza 7-mm grodzią wzdłużną, pełniło rolę szczątkowej ochrony przeciw wybuchom podwodnym. Wzdłużne elementy szkieletu w części dennej tworzył pionowy wodoszczelny kil i po cztery wzdłużniki po każdej burcie. Pod kotłowniami i maszynownią było podwójne dno. Maszynownia jako jedyne z dużych pomieszczeń była przedzielona wzdłużną grodzią wodoszczelną, oddzielającą obie maszyny. Poszycie burt w rejonie linii wodnej miało grubość 20 mm, a wyżej 10–15 mm. W celu zmniejszenia porastania dna kadłuba w wodach tropikalnych, przy rzadkich możliwościach dokowania tak dużego okrętu na stacjach zamorskich, część podwodną pokryto z zewnątrz blachą miedzianą (grubości 0,9 mm), którą, dla uniknięcia korozji galwanicznej stalowego kadłuba, mocowano na dwóch warstwach tekowych desek. Stewa dziobowa dla uniknięcia korozji była w dolnej części odlana z brązu, przy tym musiała mieć sporą grubość, gdyż łączyła grube płyty i klepki poszycia. Przez to, odlew dla zmniejszenia masy był pusty w środku. W swojej dolnej części, blisko dna, stewa przechodziła w masywny tekowy zewnętrzny fałszywy kil. Wysokość metacentryczna okrętu wynosiła 0,906 m, własności morskie były oceniane przez dowódców jako bardzo dobre. Stanowił on też stabilną platformę dla uzbrojenia. Ujemną cechą była natomiast słaba manewrowość. Jako wady dowódcy wskazywali też zbyt małą prędkość i zasięg, kiepską wentylację pomieszczeń załogi i magazynów amunicji oraz przestarzałe kotły.
Wyporność normalna krążownika wynosiła według projektu 8122,97 ton (7995 ton angielskich). Wyporność pełna według projektu była w kontrakcie ze stocznią określona na 8309 ton. Długość całkowita wynosiła 120,9 m, a na linii wodnej i między pionami 120 m. Szerokość wynosiła 17,85 m. Zanurzenie podawane jest w granicach 7,5 m do 7,9 m.

### Uzbrojenie

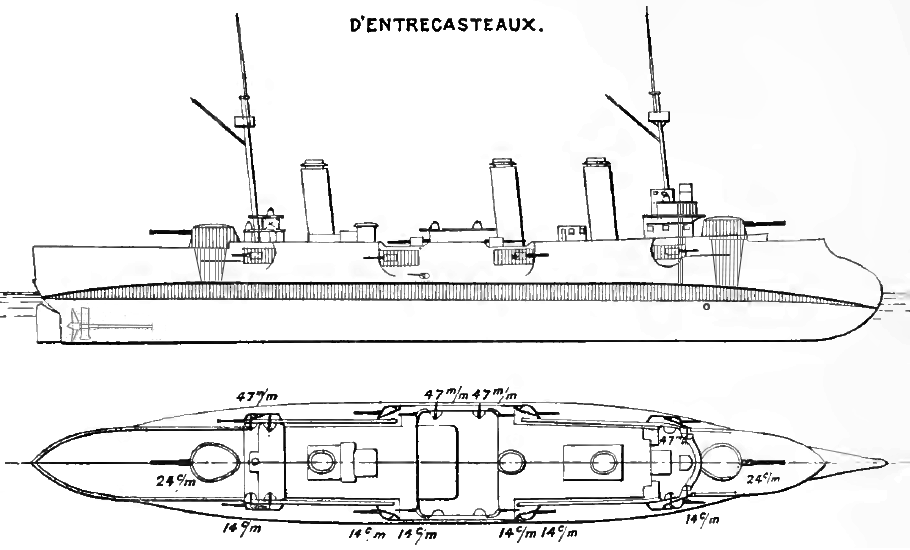
Uproszczony schemat uzbrojenia i opancerzenia (zakreskowane)

Uzbrojenie główne stanowiły dwie armaty kalibru 240 mm model 1893, w jednodziałowych wieżach na dziobie i rufie. Były to najcięższe działa montowane kiedykolwiek na francuskich krążownikach (ostatnie działa tego kalibru, lecz starszego i słabszego modelu, nosił krążownik „Duguesclin” ukończony w 1886 roku). Działa te miały lufy o długości przewodu 9607 mm – 40 kalibrów (L/40). Strzelały pociskami wybuchowymi o masie 144 kg (elaborowanymi 9,75 kg prochu) oraz przeciwpancernymi i półpancernymi o masie 170 kg (elaborowanymi odpowiednio 6 kg i 8,8 kg melinitu). Wieże były połączone z szybami transportu amunicji, sięgającymi w głąb kadłuba. Były obracane silnikami elektrycznymi, a w celu obrotu były najpierw lekko unoszone za pomocą pompy hydraulicznej o napędzie elektrycznym. Także windy do transportu amunicji były elektryczne. Zastosowanie silników elektrycznych w takim zakresie zamiast maszyn parowych było nowością we flocie francuskiej (istniały także awaryjne mechanizmy ręczne). Kąt podniesienia dział wynosił początkowo od -5 do +20 stopni, lecz został po problemach eksploatacyjnych ograniczony w 1901 roku do -2° +10°. Działa były podnoszone mechanizmem ręcznym. Zapas amunicji wynosił 85 pocisków na działo, z tego typowo 25 przeciwpancernych, 30 burzących elaborowanych melinitem i 30 elaborowanych prochem. Można było też stosować szrapnele. Obsada działa liczyła 11 osób, z tego 6 miało miejsca w wieży. Dowóda wieży zajmował miejsce po prawej stronie działa, a celowniczy po lewej; ich głowy były chronione pancernymi kopułkami. Wysokość osi działa dziobowego wynosiła 9,39 m, a rufowego – 8,58 m nad linią wodną.
Artylerię średnią stanowiło 12 dział kalibru 138,6 mm model 1893 o długości przewodu lufy 45 kalibrów (L/45) – 6234 mm. Osiem z nich było umieszczonych w kazamatach, po cztery na burtę (wysokość luf nad linią wodną od 5,03 do 5,67 m), a pozostałe cztery w odkrytych stanowiskach z maskami przeciwodłamkowymi poziom wyżej na spardeku na śródokręciu. Działa te używały amunicji rozdzielnego ładowania (w odróżnieniu od dział tego kalibru wcześniejszych modeli). Strzelały pociskami wybuchowymi o masie 30 kg (w tym 1,3 kg prochu) lub przeciwpancernymi o masie 35 kg (w tym 0,58 kg prochu). Kąt ostrzału wynosił 110° dla dział w kazamatach, 126° dla dziobowej pary dział na pokładzie i 140° dla rufowej. Dzięki kształtowi kadłuba, zmniejszającego szerokość w kierunku dziobu i rufy, oraz schodkowemu usytuowaniu kazamat, cztery działa z kazamat mogły strzelać w kierunku dziobu i cztery w kierunku rufy. Kąt podniesienia dział wynosił od -6° do +20°. Amunicję dostarczało 10 wind (indywidualne dla kazamat i wspólne dla par dział na pokładzie), ponadto w kazamatach były po 24 naboje zapasu podręcznego.
Uzbrojenie pomocnicze stanowiło 12 dział 47 mm Hotchkiss model 1885 o lufach długości L/40 oraz sześć dział 37 mm Hotchkiss M1885 L/20. Rozmieszczone były na dolnych i górnych skrzydłach nadbudówki dziobowej (4 × 47 mm i 4 × 37 mm), rufowej (4 × 47 mm i 2 × 37 mm) oraz na lekkim pokładzie łodziowym na śródokręciu (4 × 47 mm). Armaty 37 mm mogły być instalowane na łodziach okrętowych, a ich liczbę wkrótce zredukowano do czterech, potem do dwóch. Okręt przenosił także dwie armaty 65 mm model 1881 L/16 na lawetach lądowych dla oddziałów desantowych.
Magazyny amunicji były pod pokładem pancernym i obejmowały dwie główne grupy magazynów: dziobową i rufową, sześć dalszych magazynów dla amunicji 138,6 mm i trzy dla amunicji małokalibrowej. Główne magazyny amunicyjne były chłodzone.
Uzbrojenie uzupełniały cztery burtowe wyrzutnie torped kalibru 450 mm, w tym dwie podwodne i dwie nadwodne. Nadwodne wyrzutnie torped były umieszczone w burtach na śródokręciu, w kulowym jarzmie, umożliwiającym wychylanie o 18° w kierunku dziobu i 55° w kierunku rufy. Zapas do nich wynosił cztery torpedy, składowane o pokład niżej. Podwodne stałe wyrzutnie torped były umieszczone w burtach za wieżą dziobową, we wspólnym przedziale na platformie pod pokładem pancernym, wraz z torpedami zapasowymi, po dwie na wyrzutnię. Torpedy Mle 1892 miały długość 5,05 m i masę 530 kg, w tym głowica 75 kg, a osiągały zasięg 800 m przy prędkości 27,5 węzła. Wyrzutnie torped na okrętach tej wielkości nie były jednak przydatne w praktyce i w 1911 roku je zdemontowano. Dodatkowo pod wieżą rufową na pokładzie pancernym składowano 20 min morskich, przeznaczonych do stawiania z łodzi.

### Opancerzenie

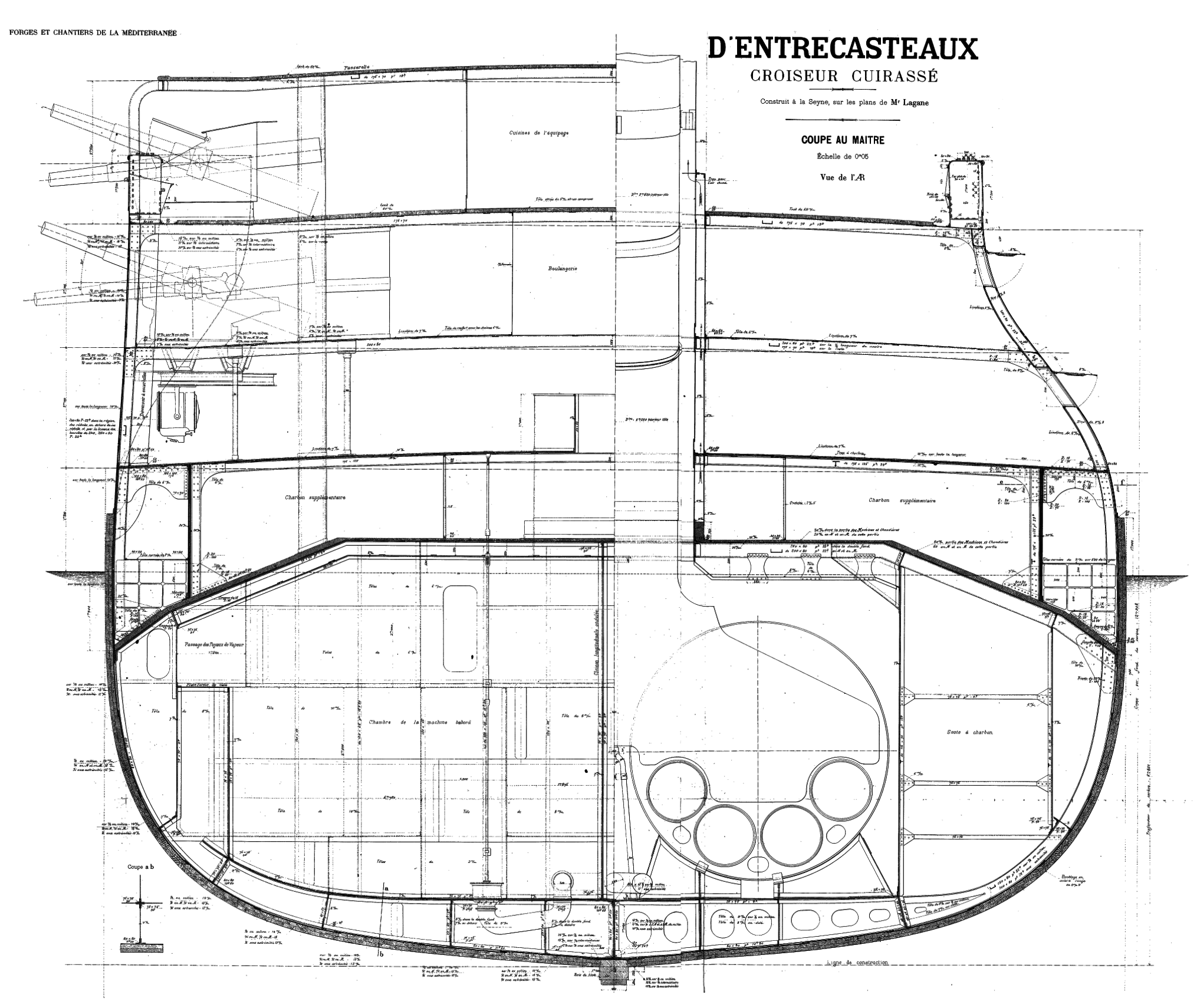
Przekroje stoczniowe w rejonie śródokręcia (po lewej) i kotłowni (po prawej). Widoczny pokład pancerny, uzbrojenie w kazamatach i reflektor burtowy, a także pogrubione deskowane poszycie dna.

Opancerzenie okrętu obejmowało przede wszystkim wewnętrzny pokład pancerny w rejonie linii wodnej, typowy dla krążowników pancernopokładowych, o kształcie przyrównywanym do skorupy żółwia. Wykonywany był z bardzo miękkiej specjalnej stali, lecz boczne skosy pokładu w przypadku tego okrętu wykonano ze stali utwardzanej powierzchniowo. W środkowej poziomej części miał on grubość 30 mm nad przedziałami siłowni (kotłowni i maszynowni), a 20 mm w części dziobowej i rufowej, zaś boczne skosy pokładu pancernego miały grubość 80 mm w rejonie siłowni i 50 mm poza nią. Płyty pancerza były mocowane na podłożu ze stali konstrukcyjnej grubości 20 mm (dwa razy po 10 mm), która zwiększała faktyczną grubość pancerza do 50 mm w płaskiej części i 100 mm na skosach. Skosy pokładu pancernego dochodziły do burt na głębokości 1,4 m poniżej linii wodnej – krótka część bezpośrednio przy burtach była nachylona pod kątem 36° od poziomu, po czym przechodziła w dalszą część, nachyloną pod kątem 22°, łączącą się z płaską częścią środkową. Pokład mieszkalny nad pokładem pancernym był zbudowany z dwóch warstw 10-mm stali konstrukcyjnej i też zaliczany był do elementów ochrony wnętrza.
Nad skosami pokładu pancernego, w rejonie linii wodnej, na całej długości, znajdowało się 50 specjalnych pustych przedziałów przylegających do burt (koferdamów), sięgających do kolejnego pokładu. Krążownik nie miał pancerza pionowego burt, lecz na wysokości koferdamów blachy poszycia kadłuba miały 20 mm grubości (dwa razy po 10 mm), a od wnętrza kadłuba koferdamy były oddzielone wzdłużną grodzią grubości 40 mm (dwa razy 20 mm). W ten sposób tworzyły one dodatkową ochronę burt, a wewnętrzna dość gruba gródź miała za zadanie wyłapywać odłamki pocisków wybuchających w koferdamie. Za grodzią koferdamów, na śródokręciu, nad pokładem pancernym znajdowały się dodatkowe zasobnie węglowe. Przez to, niektórzy specjaliści nazywali okręt jedynym „krążownikiem pancernym bez pasa pancernego”.
Pancerz wież i ich barbet był ze stali chromoniklowej. Wieże dział artylerii głównej miały kształt jajowaty w rzucie z góry, a ich ściany były nachylone pod kątem 8° od pionu. W przedniej części płyty pancerne miały grubość 230 mm, a w tylnej 190 mm i były przykręcone do podłoża grubości 20 mm stali konstrukcyjnej (dwa razy po 10 mm). Wypukły pancerz dachu wież miał grubość 25 mm i był przymocowany do stalowego dachu grubości również 25 mm. Na dachu były dwie opancerzone kopułki obserwacyjne dla dowódcy i celowniczego, chronione 100-milimetrowym pancerzem z przodu i 20-milimetrowym z innych stron. W tylnej ścianie wieży były przesuwane drzwi pancerne, a w podłodze przed nimi właz ewakuacyjny. Barbety pod wieżami, chroniące szyby podawania amunicji, miały kształt kielichów, o średnicy 4,34 m pod wieżą i 2,94 m na dole, na wysokości pokładu pancernego. W najniższej części między pokładem pancernym a mieszkalnym, barbety miały pancerz grubości 120 mm, wyżej – 175 mm. Kazamaty ośmiu dział średniego kalibru były znacznie słabiej chronione, pancerzem grubości 52 mm na 20-milimetrowej (dwa razy 10 mm) stalowej podkładce, z przodu i po bokach. Kazamaty miały duże otwory na lufy dział, lecz same działa były dodatkowo chronione półokrągłą tarczą grubości 54 mm. Góra, dół i tył kazamat ani ich szyby amunicyjne nie były chronione. Pancerz kazamat zapewniał więc jedynie częściową ochronę przed pociskami wybuchowymi lub pociskami mniejszych kalibrów, chociaż na większości krążowników pancernopokładowych artyleria nie była w ogóle chroniona.
Okręt miał ponadto pancerną wieżę dowodzenia, aczkolwiek była ona dość ciasna. Miała w przekroju formę owalu o ścianach wykonanych z cementowanej stali grubości 250 mm, na wysokość 1,63 m. Wyżej był cieńszy pancerz, z prostokątnymi otworami obserwacyjnymi, przykryty 25-milimetrowej grubości dachem. Podłoga miała grubość 30 mm, a rura komunikacyjna w dół od wieży dowodzenia (średnicy 50 cm) – grubość ścianek 100 mm. Masa pancerza wynosiła ogółem 1114,8 t, w tym 645,45 t pokład pancerny, a 342,59 t – pancerz artylerii głównej.

### Napęd

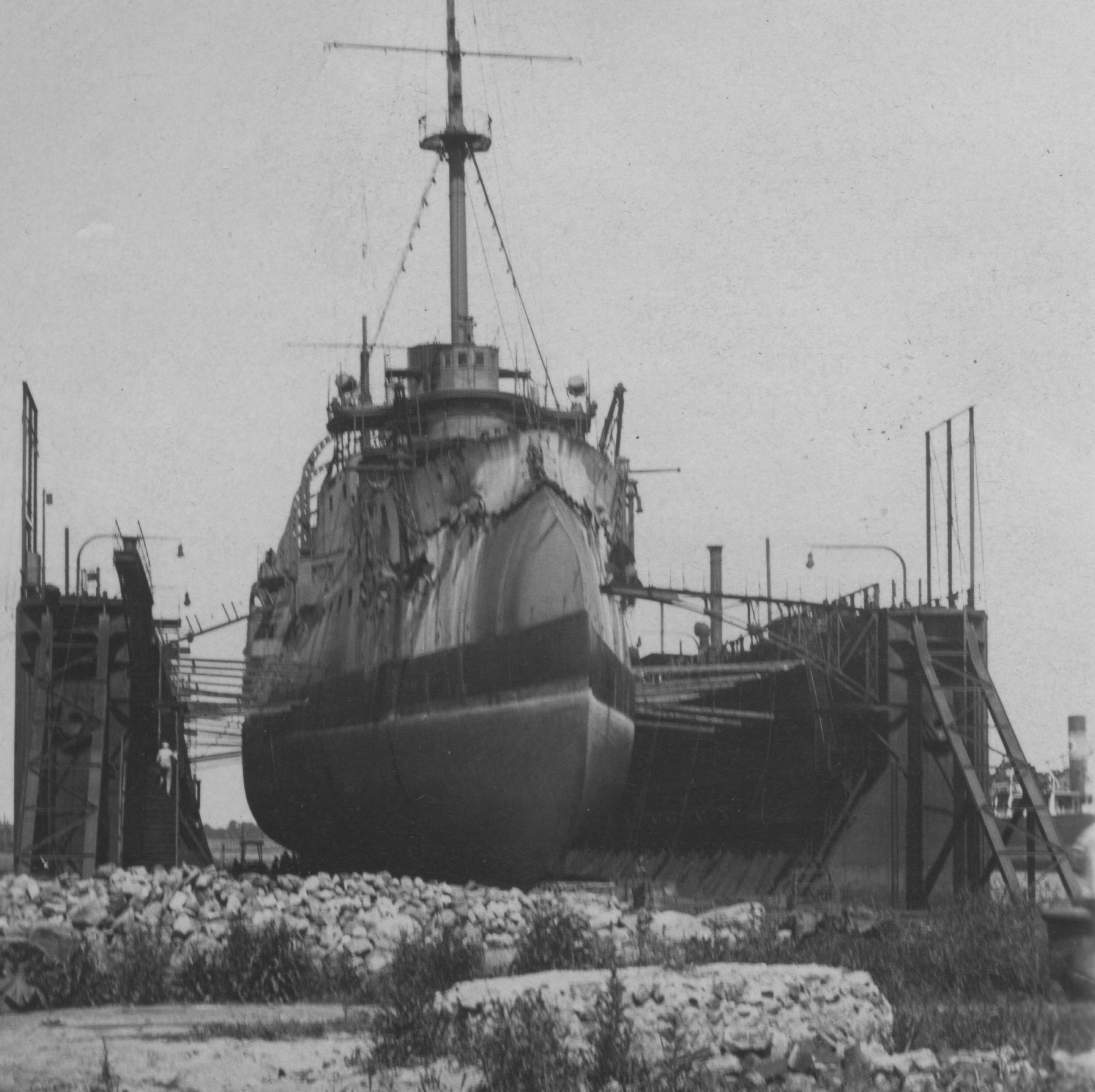
Krążownik podczas dokowania po przybyciu do Polski

Okręt był napędzany maszynami parowymi, dla których parę dostarczało pięć dwustronnych kotłów cylindrycznych, o stosunkowo niewielkim ciśnieniu pary 10,5 at. Było to już przestarzałe rozwiązanie kotłów, o małej wydajności i dużej masie, lecz zostały one wybrane z racji przeznaczenia okrętu z uwagi na zalety, jak ekonomiczność, łatwą obsługę i małą wrażliwość na czystość wody. Kotły miały łączną powierzchnię rusztów 18,05 m² i powierzchnię ogrzewalną 90,25 m². Po dwa kotły obok siebie umieszczone wzdłużnie znajdowały się w dwóch dziobowych kotłowniach, jedna za drugą, natomiast trzecia kotłownia z piątym kotłem była umieszczona nietypowo, za przedziałami maszynowni, między wałami śrub. Kotłownie były wyposażone w dmuchawy elektryczne dla wymuszonego ciągu.
Napęd „D’Entrecasteaux” stanowiły dwie pionowe trzycylindrowe maszyny parowe potrójnego rozprężania (średnica cylindrów: 110 cm, 163 cm i 246,5 cm, skok tłoka 104 cm). Maszyny umieszczone były w dwóch maszynowniach znajdujących się obok siebie. Maszyny napędzały dwie trójłopatowe śruby średnicy 516 cm. Maksymalna liczba obrotów śrub wynosiła do 94 obr./min lub 100 obr./min przy wymuszonym ciągu. Projektowa indykowana moc siłowni wynosiła 13 500 KM, lecz po próbach określono normalną moc indykowaną na 8900 KM, a maksymalną na 14 500 KM. W dniu 23 grudnia 1898 roku na próbach uzyskano moc 14 578 KM i prędkość 19,1 węzła.
Normalny zapas paliwa – węgla wynosił 603 t, a maksymalny – 950 t. Przy normalnym zapasie węgla zasięg wynosił 5638 mil morskich przy prędkości 10 węzłów lub 1250 Mm przy prędkości maksymalnej. Normalny zapas węgla był składowany w dziesięciu zasobniach burtowych wzdłuż kotłowni i w jedenastej poprzecznej zasobni za tylną kotłownią, a zwiększony w ośmiu dodatkowych zasobniach nad pokładem pancernym. Kotły były dostosowane do mieszanego opalania i okręt był także wyposażony w pomocnicze zbiorniki paliwa płynnego.

### Systemy, wyposażenie, załoga
Mechanizmy pomocnicze i wentylatory były elektryczne. Okręt miał stosunkowo dużą liczbę generatorów prądu – cztery parowe prądnice (dynamomaszyny) prądu stałego o natężeniu 650 A i dwie po 350 A, z tego dwie główne prądnice były na dziobie, a pozostałe na rufie. Napięcie w sieci okrętowej wynosiło 80 V. „D’Entrecasteaux” miał sześć reflektorów systemu Mangina o średnicy 60 cm, z tego cztery mogły być chowane w kadłubie (w stewie dziobowej, rufowej i na śródokręciu w każdej z burt), a dwa umieszczane były na dachu nadbudówek dziobowej i rufowej, u podstawy masztów. Początkowo jeszcze przewidywano dwa reflektory na platformach na masztach, szybko zdemontowane.
Okręt miał cztery kotwice przestarzałego już typu admiralicji, o masie po 5480 kg. Ster był tradycyjnej konstrukcji, zawieszony na końcu kadłuba; rumpel połączony popychaczami z osią steru był poruszany poprzecznymi łańcuchami za pomocą parowej maszyny sterowej, a awaryjnie ręcznie. Krążownik wyposażony był w 12 łodzi różnej wielkości, z tego jeden 11-metrowy kuter parowy i 8,9-metrowy parowy barkas, a pozostałe były wiosłowe (10,5-metrowy barkas, 10-metrowy kuter admiralski, 9-metrowy kuter oficerski, 9-metrowy i 8-metrowy kuter, trzy 8,5-metrowe welboty, 6-metrowy welbot i 5-metrowy jał).
Podczas pokoju krążownik był początkowo malowany w schemacie kolonialnym, z białymi burtami i płowożółtymi kominami, nadbudówkami i nadburciami. Podczas I wojny światowej malowany był na kolor niebieskoszary.
Załoga w służbie francuskiej liczyła etatowo 599 osób, w tym 16 oficerów i 8 aspirantów (podchorążych). Okręt mógł także zabierać dowódcę eskadry (zazwyczaj w stopniu kontradmirała) z kilkuosobowym sztabem. Według tradycyjnego schematu, oficerowie mieli kajuty na rufie, na dwóch pokładach, a reszta załogi na śródokręciu i w części dziobowej. Marynarze mieli kubryk pomiędzy kazamatami dział na pokładzie mieszkalnym (pont des galliards). W jego rufowej części mieli kabiny starsi oficerowie z dowódcą, a na samej rufie – admirał, wraz z jadalnią, salonem i galeryjką. Obszerne apartamenty admiralskie na „D’Entrecasteaux” powodowały, że był on ceniony jako okręt flagowy na stacjach zamorskich.

## Służba

### Przed I wojną światową

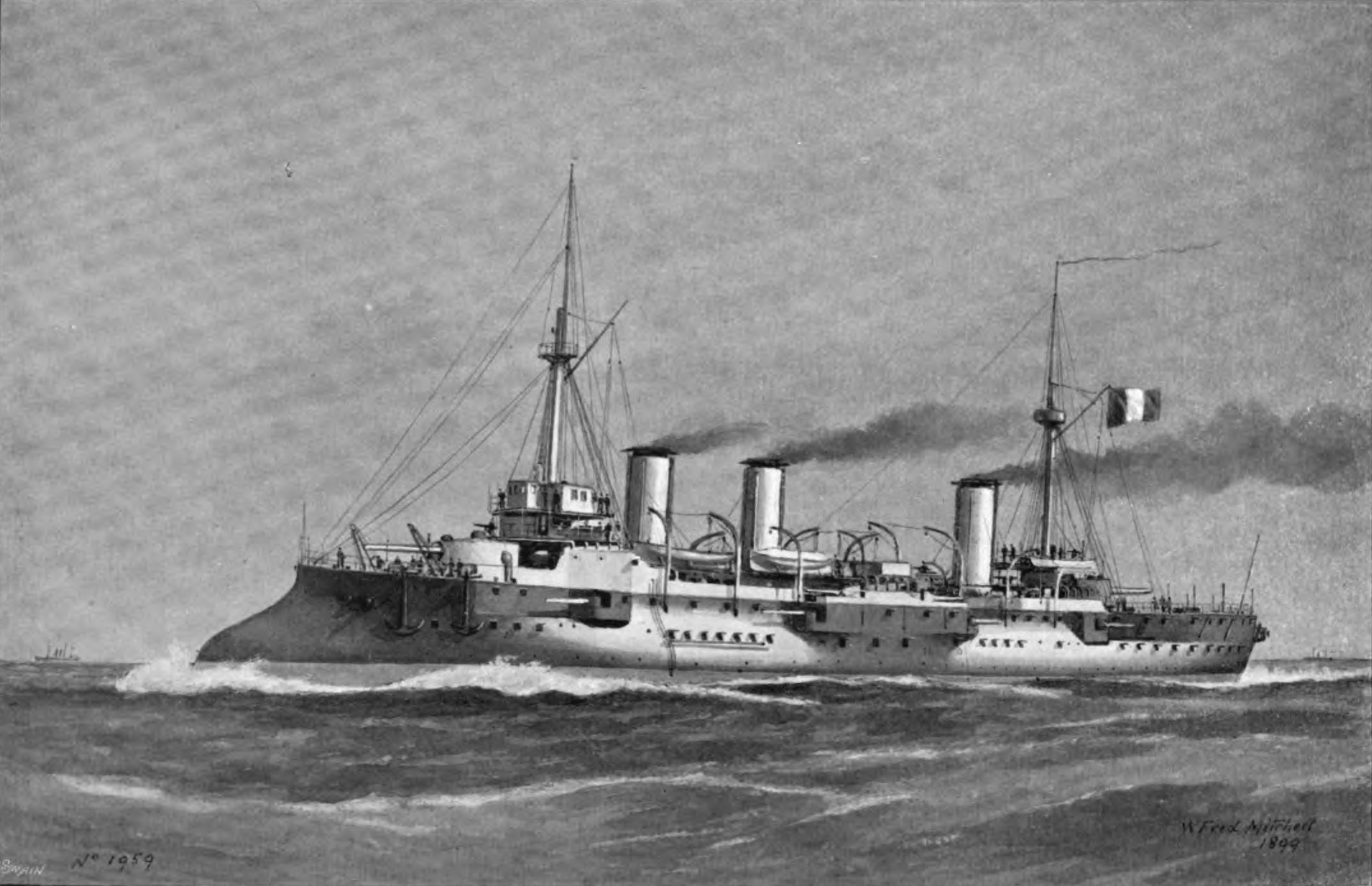
Obraz przedstawiający „D’Entrecasteaux” w służbie francuskiej

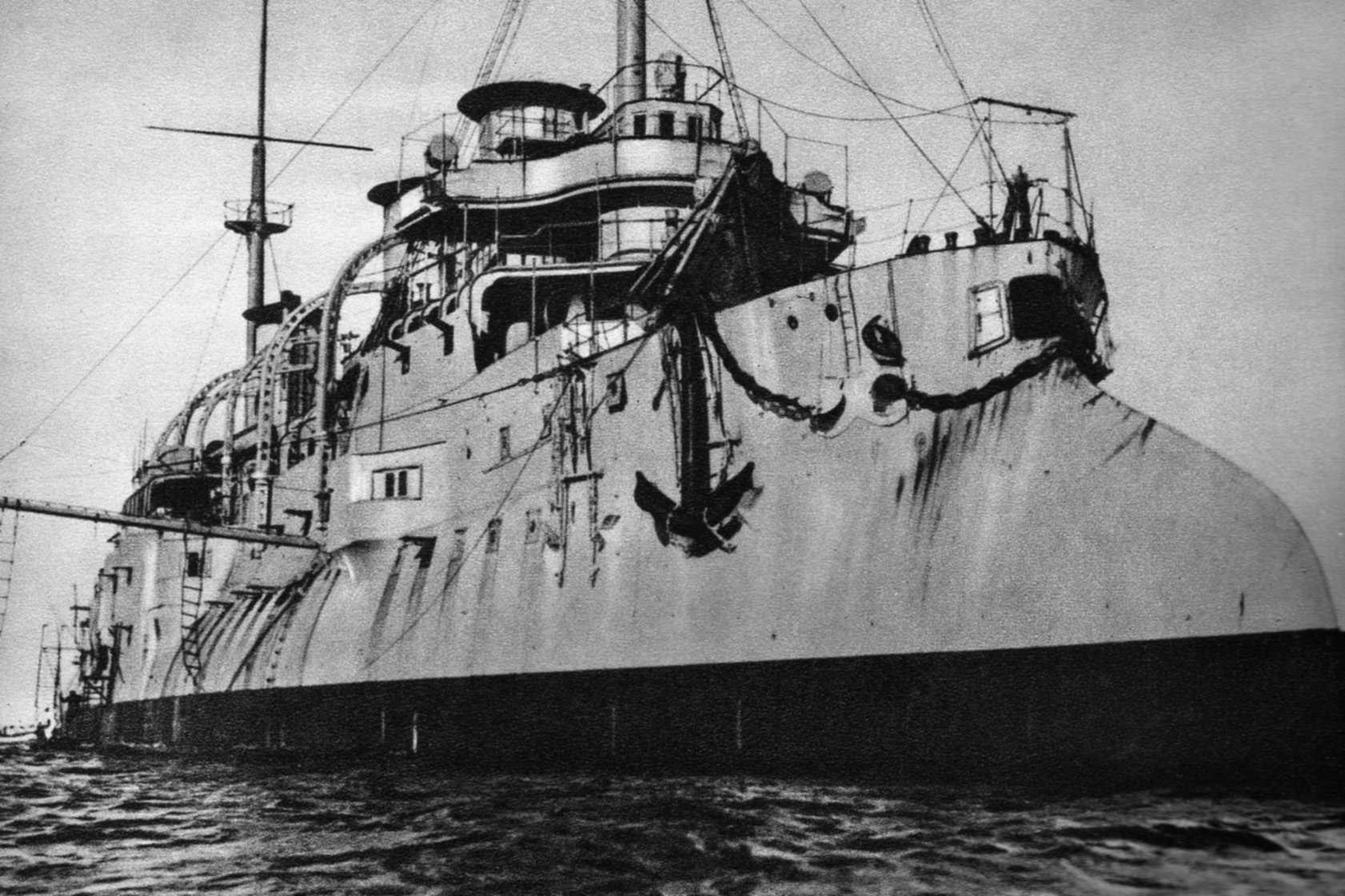
ORP „Bałtyk” wkrótce po przybyciu do Polski, w stanie zbliżonym do oryginalnego z okresu służby, jeszcze z kompletnym wyposażeniem. Widoczny luk reflektora w stewie dziobowej.

Wkrótce po wejściu do służby, 6 kwietnia 1899 „D’Entrecasteaux” wyszedł z Tulonu przez Kanał Sueski na Daleki Wschód, przybywając 12 maja do Sajgonu we francuskich Indochinach, który był główną bazą marynarki francuskiej w koloniach. 1 czerwca stał się okrętem flagowym Dywizjonu Dalekiego Wschodu kontradmirała Courrejolles’a (zastępując wycofany stary pancernik „Vauban”). W kwietniu 1900 okręt przeszedł dokowanie w Jokohamie w Japonii. 
Po zakończeniu remontu, okręt przeszedł ku wybrzeżom Chin, ogarniętych przez antyzachodnie powstanie bokserów, docierając 19 maja do Taku, skąd kontradmirał Courrejolles udał się do Pekinu. Po jego powrocie, 29 maja krążownik przepłynął do Czyfu. Od 31 maja, wysłany koleją oddział 74 marynarzy z „D’Entrecasteaux”, pod dowództwem kapitana Darcy, ochraniał europejskie ambasady w Pekinie. Wydzielony z niego oddział 30 marynarzy pod dowództwem porucznika Paula Henry’ego bronił także od 10 czerwca katedry Beitang, w której schroniło się ok. 3000 chińskich chrześcijan i cudzoziemców. Podczas udanej obrony katedry 30 lipca zginęło jednak 13 marynarzy i porucznik Henry (na którego cześć nazwano później niszczyciel „Enseigne Henry”). 4 czerwca okręt powrócił do Taku, a następnego dnia 40 marynarzy krążownika pod dowództwem porucznika Jean de Ruffi de Pontevès skierowano do ochrony francuskiej koncesji w Tiencinie (wraz z 40 marynarzami włoskiego krążownika „Calabria”). Wzięli oni następnie udział w międzynarodowej dwutysięcznej ekspedycji brytyjskiego wiceadmirała Edwarda Seymoura, która udała się 10 czerwca na odsiecz dzielnicy ambasad w Pekinie. Łącznie z trzech francuskich okrętów („D’Entrecasteaux”, krążownik „Jean Bart” i kanonierka „Surprise”) w ekspedycji wzięło udział 160 marynarzy z jednym działem 65 mm, pod osobistym dowództwem dowódcy „D’Entrecasteaux” komandora de Marroles. Oddział ten brał udział w walkach z powstańcami i przechodzącymi na ich stronę wojskami chińskimi, usiłując dotrzeć do Pekinu, lecz ekspedycja nie osiągnęła celu z powodu zniszczeń linii kolejowej i kończących się zapasów. Po odwrocie do Tiencinu 26 czerwca, de Marroles dowodził znajdującymi się tam francuskimi siłami do 9 lipca, kiedy przekazał dowództwo przybyłemu z posiłkami pułkownikowi piechoty morskiej. Według części publikacji, artyleria krążownika ostrzeliwała 17 czerwca chińskie pozycje, jednakże „D’Entrecasteaux” nie jest wymieniany wśród okrętów biorących udział w szturmie na forty Taku. Na początku października „D’Entrecasteaux” został zastąpiony przez pancernik „Redoutable” i jego marynarze zakończyli udział w ekspedycji chińskiej. 5 października krążownik opuścił Taku i, odwiedzając po drodze porty japońskie, 1 grudnia powrócił do Sajgonu.
Z uwagi na ujawnioną konieczność wzmocnienia zamków dział 240 mm, zdecydowano wysłać okręt do Francji i 9 stycznia 1901 dotarł on przez Kanał Sueski do Tulonu, gdzie został wycofany do rezerwy (w roli okrętu flagowego na Dalekim Wschodzie zastąpił go krążownik „Amiral Charner”). We Francji z okrętu zszedł kadm. Courrejolles, a 8 lutego nowym dowódcą został komandor Louis Dartige du Fournet (do marca 1903 roku). Po remoncie artylerii i maszyn, 10 lipca 1901 „D’Entrecasteaux” wypłynął ponownie na Daleki Wschód i 8 sierpnia dotarł do Sajgonu, a następnie 22 sierpnia do Taku, zamieniając tam „Amirala Charnera” w roli okrętu kontradmirała Bayle’a. Okręt następnie głównie krążył między portami Chin, Japonii i Indochin; a poza tym rejonem, 20 sierpnia 1902 w składzie eskadry odwiedził Władywostok. Z ciekawszych epizodów, 23 lutego 1902 krążownik przewiózł cesarza Annamu z rodziną z Tourane do Hanoi, a admiralska łódź francuskiego okrętu zwyciężyła w maju w Nagasaki w regatach z załogą z amerykańskiego krążownika „New Orleans”. W eskadrze dalekowschodniej następnie zamienił go „Châteaurenault”. 3 stycznia 1903 „D’Entrecasteaux” wypłynął do Francji i 2 lutego dotarł do Tulonu (unikając przy tym ćwiczebnego przechwycenia przez dwa francuskie krążowniki w cieśninie Bonifacio). 4 lutego z okrętu zszedł kadm. Bayle, po czym 12 lutego okręt został wycofany do rezerwy. Krążownik stał następnie w Tulonie i prowadzono na nim prace zmierzające do poprawienia chłodzenia komór amunicyjnych.
1 września 1905 „D’Entrecasteaux” został przywrócony do czynnej służby i 25 listopada wyszedł w rejs z Tulonu, skierowany tym razem do Dywizjonu Oceanu Indyjskiego. 17 grudnia dopłynął do Dżibuti, gdzie został okrętem flagowym dowódcy Dywizjonu, zastępując w tej roli krążownik „Infernet”. Operował tam głównie z Diego-Suarez na Madagaskarze. 13 lipca 1906 jednak został skierowany po raz trzeci do Indochin, docierając 15 sierpnia do Sajgonu, a 20 sierpnia został okrętem flagowym dowódcy Dywizjonu Dalekowschodniego kadm. Emile′a Boisse, zastępując „Guichen”. 9 marca 1907 okręt wszedł na mieliznę na północny zachód od wyspy Hajnan w Zatoce Tonkińskiej, ale zdołał z niej zejść podczas przypływu, nie odnosząc przy tym większych uszkodzeń. W maju 1907 brał udział w próbach uratowania krążownika „Chanzy”, który osiadł na mieliźnie, lecz nie przyniosły one powodzenia. Od 1 czerwca ponownie „D’Entrecasteaux” został skierowany do reprezentacji flagi w portach aziatyckich. 20 grudnia 1907 nastąpiła zmiana osoby dowódcy Dywizjonu, którym został kadm. Perrin. Poza tradycyjnym rejonem Chiny – Japonia – Indochiny, 10 marca 1908 roku okręt odwiedził Manilę, a 22 lipca ponownie Władywostok.
Po kolejnym roku kampanii na Dalekim Wschodzie, w toku której przebył ponad 300 tysięcy mil morskich, 25 października 1909 roku „D’Entrecasteaux” wypłynął z Sajgonu do Francji, przez Kanał Sueski, przybywając do Tulonu 18 grudnia. Z okrętu zszedł tam kontradmirał Perrin, a 1 stycznia 1910 okręt odstawiono do rezerwy. Dopiero po roku, w styczniu 1911 rozpoczęto ograniczony remont połączony z niewielką modernizacją. M.in. zdemontowano wyrzutnie torped, zamontowano dalmierze Barr & Stroud i wyposażenie radiowe (w miejscu admiralskiego kambuza), wymieniono część poszycia. 1 stycznia 1912 roku „D’Entrecasteaux” został przywrócony do służby, w charakterze okrętu flagowego Dywizjonu Szkolnego Morza Śródziemnego kontradmirała Sourrieu, i przystosowany do szkolenia specjalistów. W 1913 roku na próbach zdołał rozwinąć prędkość maksymalną 18,4 węzła. Rolę okrętu flagowego Dywizjonu Szkolnego pełnił do 15 listopada 1913 (zastąpiony wówczas przez pancernik „Suffren”). 25 listopada odstawiono okręt do rezerwy w Tulonie. Rozważano zastąpienie nim krążownika „Pothuau” w roli szkolnego okrętu artyleryjskiego, lecz nie doszło do realizacji tych planów.

### I wojna światowa

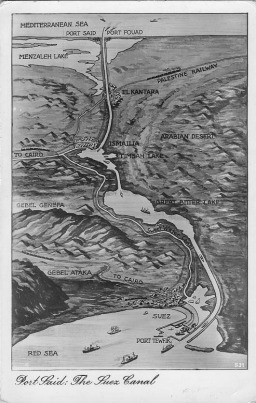
Poglądowy plan Kanału Sueskiego – w centralnej części Wielkie Jezioro Gorzkie i na północ od niego jezioro Timsah

„D’Entrecasteaux” został przywrócony do służby w związku z mobilizacją francuską 29 lipca 1914 r. i 6 sierpnia przebazował z Tulonu na Maltę, gdzie wszedł w skład Armii Morskiej (Armée Navale). Został włączony do Dywizjonu Specjalnego kadm. Gabriela Darrieusa, osłaniającego transporty wojsk z Afryki, przeformowanego 9 sierpnia na 2. Dywizjon drugiej linii. W początkowym okresie I wojny światowej głównie patrolował na Morzu Śródziemnym, m.in. na północ od Korfu (od 25 sierpnia do 7 października oraz w listopadzie) i w Cieśninie Mesyńskiej (w grudniu 1914). W końcu grudnia 1914 skierowano go na wody Syrii (wchodzącej wówczas w skład Imperium Osmańskiego i obejmującej także Jordanię i Palestynę). 29 grudnia został włączony do Morskiego Dywizjonu Syrii (pod rozkazami brytyjskiego wiceadm. Richarda Peirse’a). Następnie, w związku z natarciem tureckim w kierunku Egiptu, „D’Entrecasteaux” dołączył do okrętów wspierających obronę Kanału Sueskiego i 26 stycznia 1915 zakotwiczył na Wielkim Jeziorze Gorzkim. Atak tureckiej 4. Armii, rozpoczęty przed świtem 3 lutego, skupiający się głównie na kierunku jeziora Timsah, został odparty przy istotnym udziale artylerii francuskich okrętów: zakotwiczonego na Timsah starego pancernika obrony wybrzeża „Requin” oraz „D’Entrecasteaux”. Krążownik zakotwiczony był na północ od Wielkiego Jeziora Gorzkiego i ostrzeliwał w dzień turecką piechotę i kawalerię, zmuszając je do odwrotu.
W lutym 1915 „D’Entrecasteaux” został włączony do 1. Dywizjonu nowo utworzonej 3. Eskadry, która zastąpiła Morski Dywizjon Syrii. Na krótko, od 21 lutego do 13 marca, podczas podróży z Bizerty do Port Saidu przez porty syryjskie, pełnił rolę okrętu flagowego dowódcy eskadry kontradmirała Dartige du Fournet. Stacjonując od 12 marca w Port-Saidzie, głównie patrolował wody Syrii, m.in. Zatoki Aleksandretty. 27 marca krążownik zatopił pod Aleksandrettą niewielki żaglowiec, którego załoga wcześniej ostrzelała z karabinów łódź z krążownika wysłaną w celu inspekcji, zabijając marynarza. W dniach 3–24 maja dozorował w Ismailia na Kanale Sueskim, po czym powrócił do służby u brzegów Syrii, patrolując też w sierpniu z Rodos. 20 sierpnia 1915 „D’Entrecasteaux” wyszedł z Port Saidu na remont do Brestu – po raz pierwszy na atlantyckie wybrzeże Francji, dokąd dopłynął 3 września.
Po remoncie i krótkim pobycie w Lorient, powrócił następnie na Morze Śródziemne pod flagą kadm. de Spitza, docierając do Port Saidu 20 grudnia 1915. Nadal patrolował u wybrzeży Turcji do 15 kwietnia 1916, kiedy zszedł z niego kadm. de Spitz (na krążownik „Pothuau”), a „D’Entrecasteaux” został wysłany na zachodnie Morze Śródziemne, przybywając 23 kwietnia do Oranu. Patrolował następnie wybrzeże marokańskie, bazując w tamtejszych portach. 14 września został zmieniony przez krążownik „Lavoisier”, po czym został wysłany przez Kanał Sueski na Morze Czerwone. 17 października „D’Entrecasteaux” dotarł do Dżibuti, gdzie brał następnie udział w pacyfikowaniu zamieszek między katolikami a muzułmanami. Pod koniec października został włączony (wraz z „Pothuau”) do dywizjonu brytyjskich krążowników bazującego w Dżuddzie, pod rozkazami kadm. Rosslyna Wemyssa. Francuskie krążowniki głównie patrolowały w tym rejonie oraz działały na zachodnim Oceanie Indyjskim. 28 listopada 1916 „D’Entrecasteaux” wszedł na mieliznę u brzegów Somalii, lecz zdołał z niej zejść z pomocą brytyjskich krążowników. Na początku 1917 roku, w związku z obecnością na Oceanie Indyjskim niemieckiego rajdera „Wolf”, „D’Entrecasteaux” patrolował w Zatoce Adeńskiej, eskortował też konwoje z Morza Czerwonego na Madagaskar. 5 sierpnia wrócił na Morze Śródziemne, do Port Saidu, po czym został skierowany na Maltę w celu remontu drewnianego obszycia uszkodzonego podczas wejścia na mieliznę.
Po remoncie ukończonym 11 października 1917 roku „D’Entrecasteaux” przeszedł do Bizerty, gdzie został przystosowany do transportu wojsk i od listopada transportował żołnierzy Armii Wschodniej (Armée d’Orient) między Tarentem a Iteą w Grecji na front salonicki. 12 grudnia w rejonie wyspy Atokos był atakowany przez niemiecki okręt podwodny SM UC-38, który wystrzelił torpedę, lecz niecelnie (dwa dni później jego ofiarą padł służący w tej samej roli krążownik „Châteaurenault”). Jako transportowiec wojska „D’Entrecasteaux” służył podczas wojny do 20 czerwca 1918, kiedy nastąpiła awaria maszyny. Dopiero 10 września 1918 rozpoczęto remont w Bizercie, trwający do początku grudnia. Tam okręt zastał koniec wojny. Od lutego do czerwca 1919 w dalszym ciągu przewoził zdemobilizowanych żołnierzy z Itei do Tarentu. 19 czerwca wyszedł z Tarentu, opuszczając po raz ostatni Morze Śródziemne, do Brestu, gdzie dotarł 2 lipca 1919. Został tam odstawiony do rezerwy i skierowany do remontu. W trakcie remontu zdecydowano przystosować jego kotły do opalania paliwem płynnym.
Po remoncie, 5 września 1919 „D’Entrecasteaux” został przywrócony do służby, w skład Dywizjonu Szkolnego Oceanu Atlantyckiego w Breście. Od 1 kwietnia 1920 (po wycofaniu pancernika „Justice”), został okrętem flagowym dowódcy dywizjonu, kadm. Laugiera, następnie od 17 grudnia 1920 – kadm. Estienne’a. Służył jako okręt szkolny m.in. dla sygnalistów, cieśli okrętowych i oficerów rezerwy. Funkcję tę pełnił do 1 czerwca 1921, kiedy to został rozbrojony i odstawiony. 17 maja 1922 zdecydowano o wycofaniu okrętu, lecz następnie podjęto decyzję o przekazaniu go Belgii. 27 października 1922 skreślono go z listy floty francuskiej.

### Służba w Belgii
Belgia dopiero po I wojnie światowej przystąpiła do tworzenia marynarki wojennej, złożonej głównie z poniemieckich torpedowców. Dlatego wystąpiła do Francji o wypożyczenie okrętu, który mógłby służyć do celów szkoleniowych, a także mieszkalnych dla załóg okrętów. W celu przekazania „D’Entrecasteaux”, przeprowadzono na okręcie remont i prace przystosowawcze w arsenale w Breście, polegające m.in. na usunięciu dział, zdjęciu śrub. Zdemontowano dwa kotły, a jeden kocioł przeznaczony do celów pomocniczych zastąpiono na wniosek i na koszt strony belgijskiej przez nowocześniejszy kocioł wodnorurkowy Belleville z pancernika przybrzeżnego „Furieux”. Po ukończeniu remontu, 24 maja 1923 „D’Entrecasteaux” został przeholowany przez holownik „Mastodonte” do Zeebrugge.
25 maja 1923 „D’Entrecasteaux” został przejęty przez marynarkę belgijską, w której służył jako hulk mieszkalny i szkolny, będąc zarazem największą jednostką floty. Jego służba jednak nie potrwała tam długo, gdyż w czerwcu 1926 roku rząd belgijski zdecydował rozwiązać marynarkę wojenną, polegając na armii lądowej i deklaracji neutralności. Niepotrzebny już hulk został zwrócony Francji i w dniach 3–4 lutego 1927 został on na koszt strony belgijskiej przeholowany z Brugii do Cherbourga. Planowano sprzedać go na złom, lecz wówczas 28 lutego pojawiła się oferta zakupu przez stronę polską.

### Służba w Polsce przed wojną

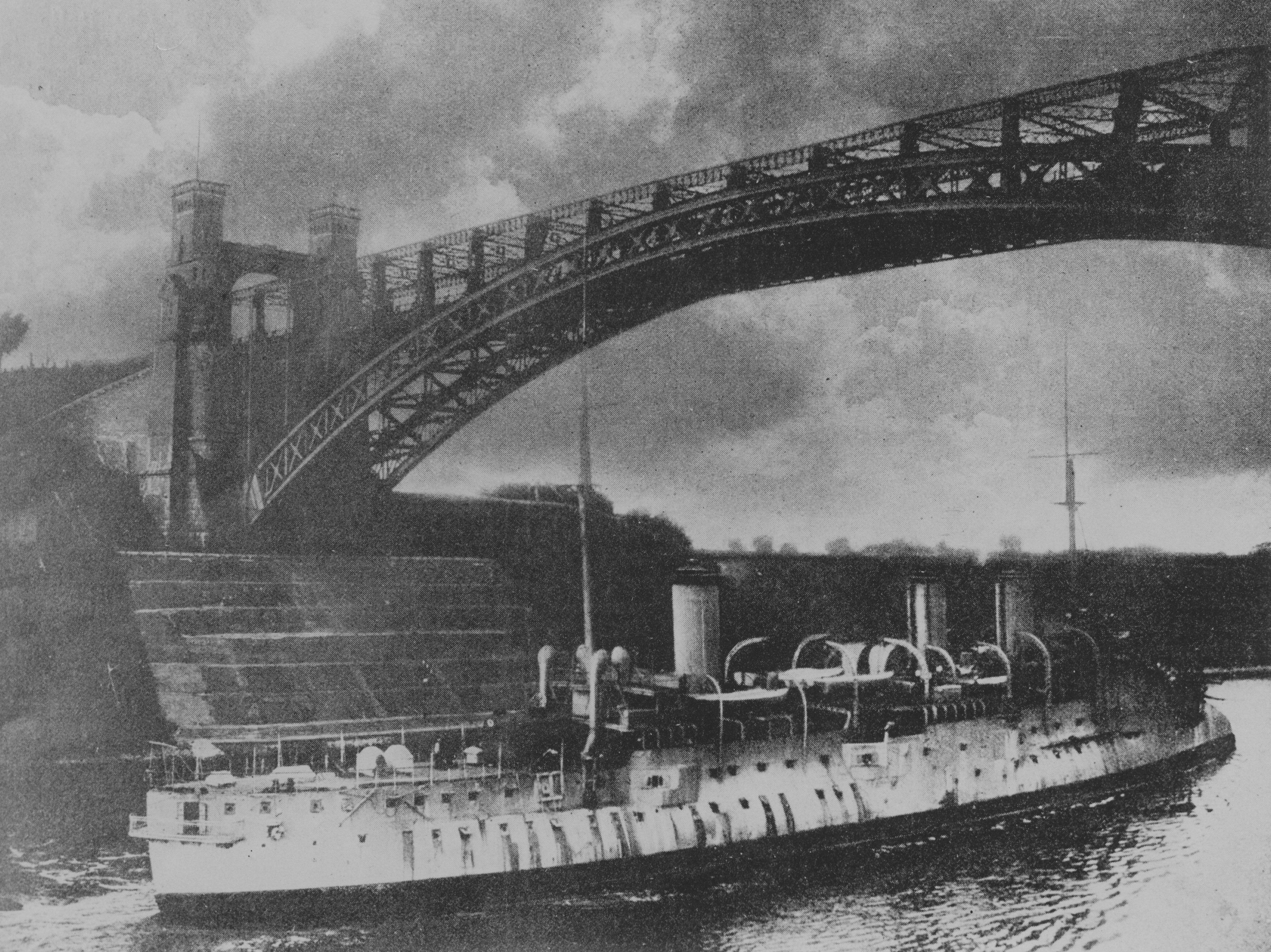
Okręt, jeszcze jako „Władysław IV”, holowany przez Kanał Kiloński

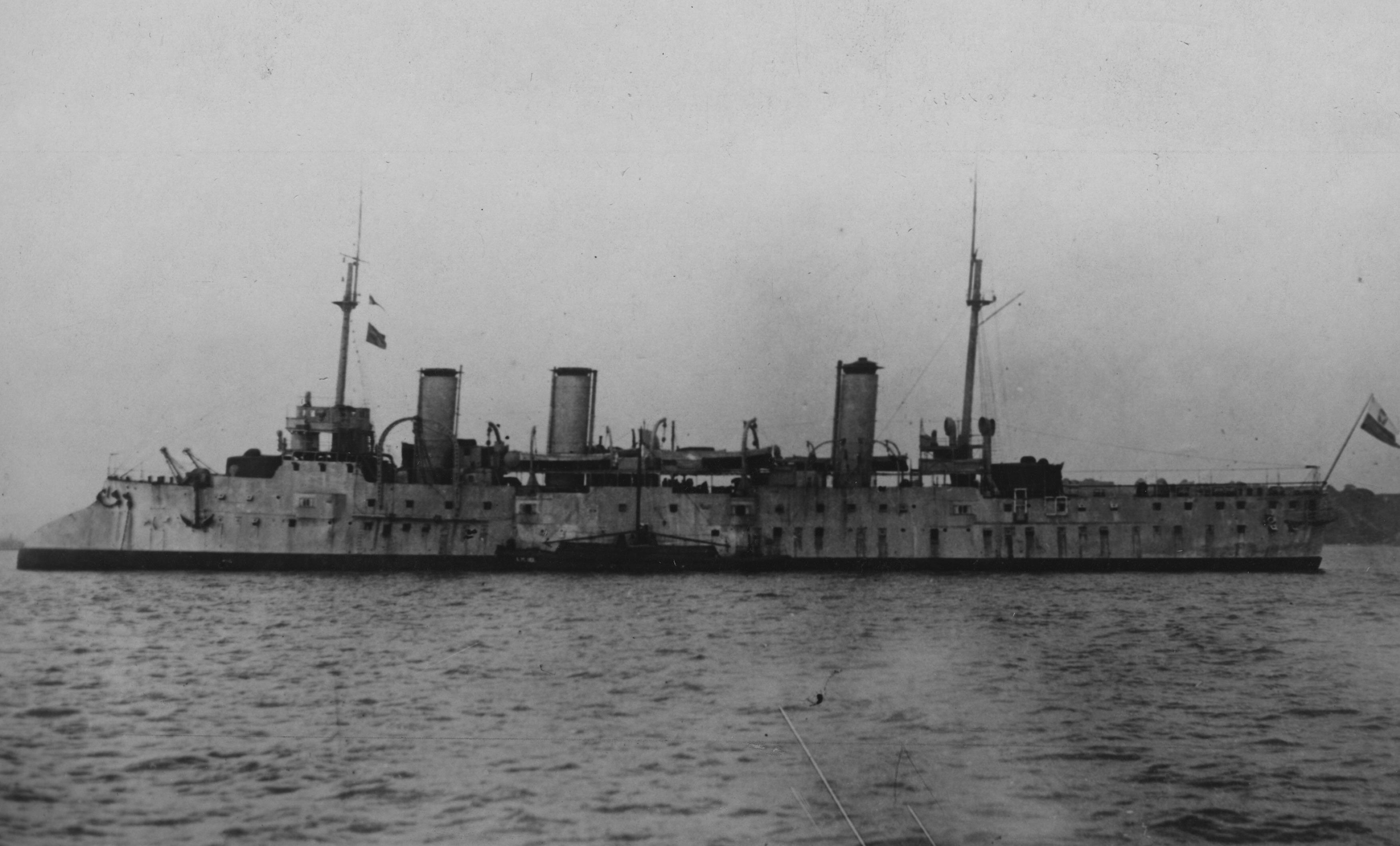
ORP „Bałtyk” w 1927 roku, wkrótce po przybyciu, jeszcze z wieżami artylerii i kapami na kominach

Projekt zakupu zdeklasowanego krążownika powstał w Polsce w połowie lat 20. Miał on służyć jako okręt-baza dla tworzonego oddziału okrętów podwodnych. Następnie zdecydowano także, że pomieści on Szkołę Specjalistów Morskich, przeniesioną w 1927 roku ze Świecia do Gdyni (kancelarię szkoły umieszczono czasowo na bocznokołowcu „Admirał Sierpinek”). Uzgodniono w tym celu zakup we Francji byłego krążownika pancernego „Desaix”, który musiał zostać najpierw pozbawiony maszyn i uzbrojenia. Przed podpisaniem umowy jednak pojawiła się możliwość zakupu „D’Entrecasteaux”, który właśnie wrócił z Belgii i był już częściowo dostosowany do funkcji okrętu szkolnego, co pozwalało na zmniejszenie nakładów. 7 marca 1927 dawny krążownik został zakupiony przez Polskę na warunkach wypracowanych dla „Desaix” (według niektórych publikacji, po cenie złomu). Łączny koszt wyniósł 2 822 000 franków, w tym kadłub: 1 200 000 franków, wyposażenie dodatkowe: 1 282 745 franków i holowanie: 350 000. Cena miała być pokryta z kredytu zbrojeniowego uzyskanego we Francji. Pierwszym dowódcą na czas rejsu do Polski został kmdr Jerzy Łątkiewicz (szef polskiej Bazy Morskiej w Cherbourgu).

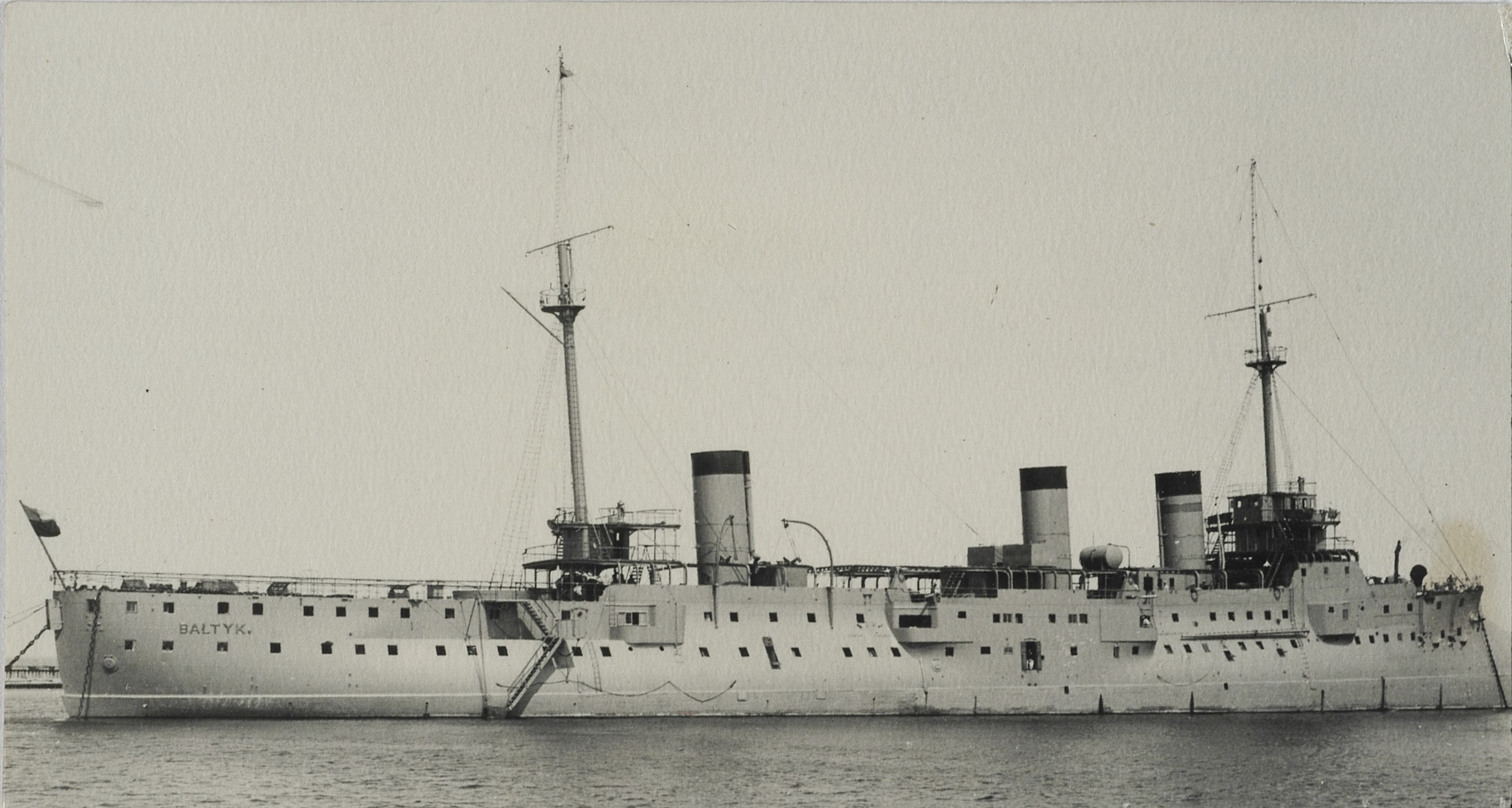
ORP „Bałtyk” w latach 30.

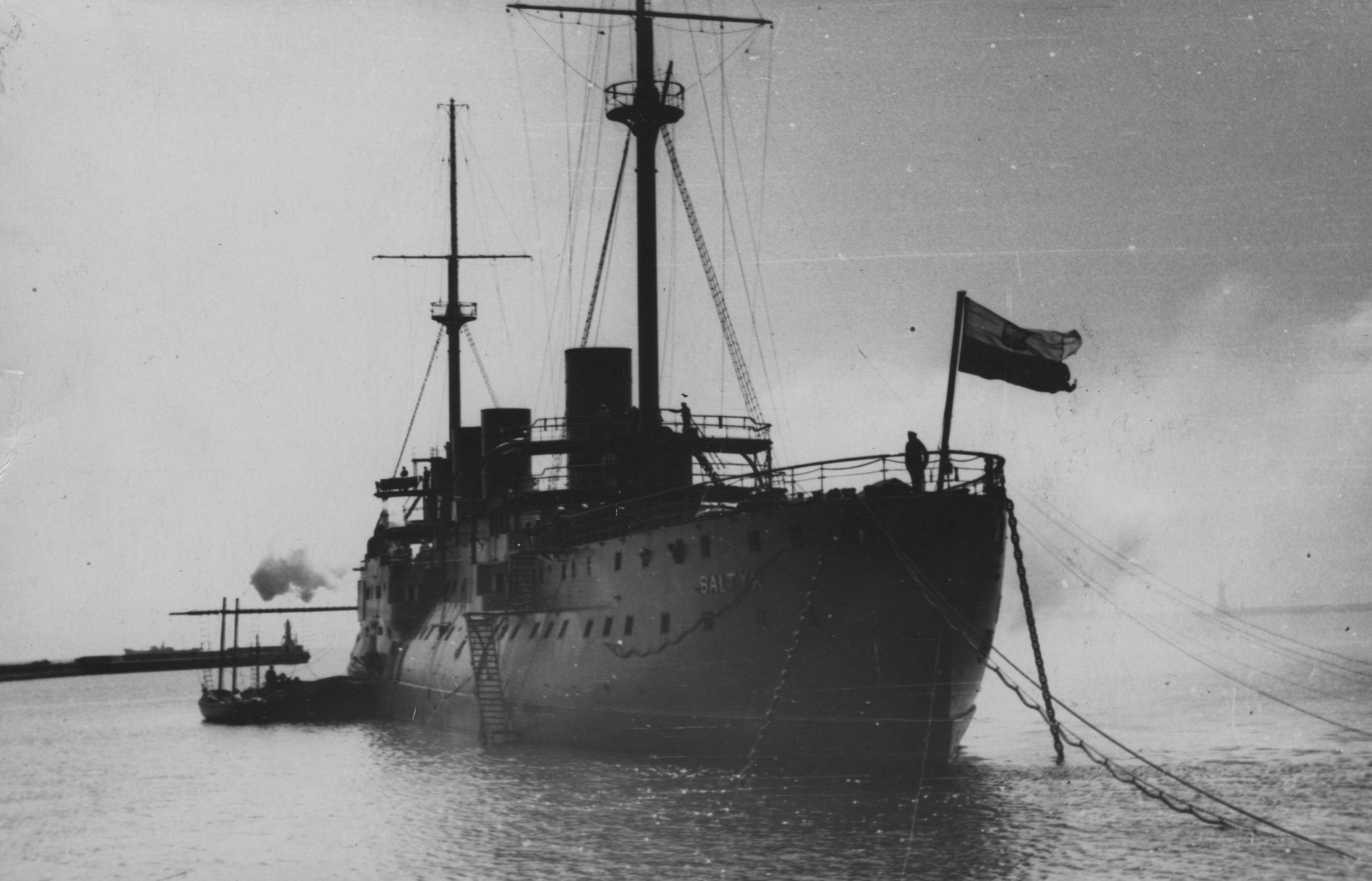
ORP „Bałtyk” oddaje salut podczas wizyty okrętów duńskich w lipcu 1930

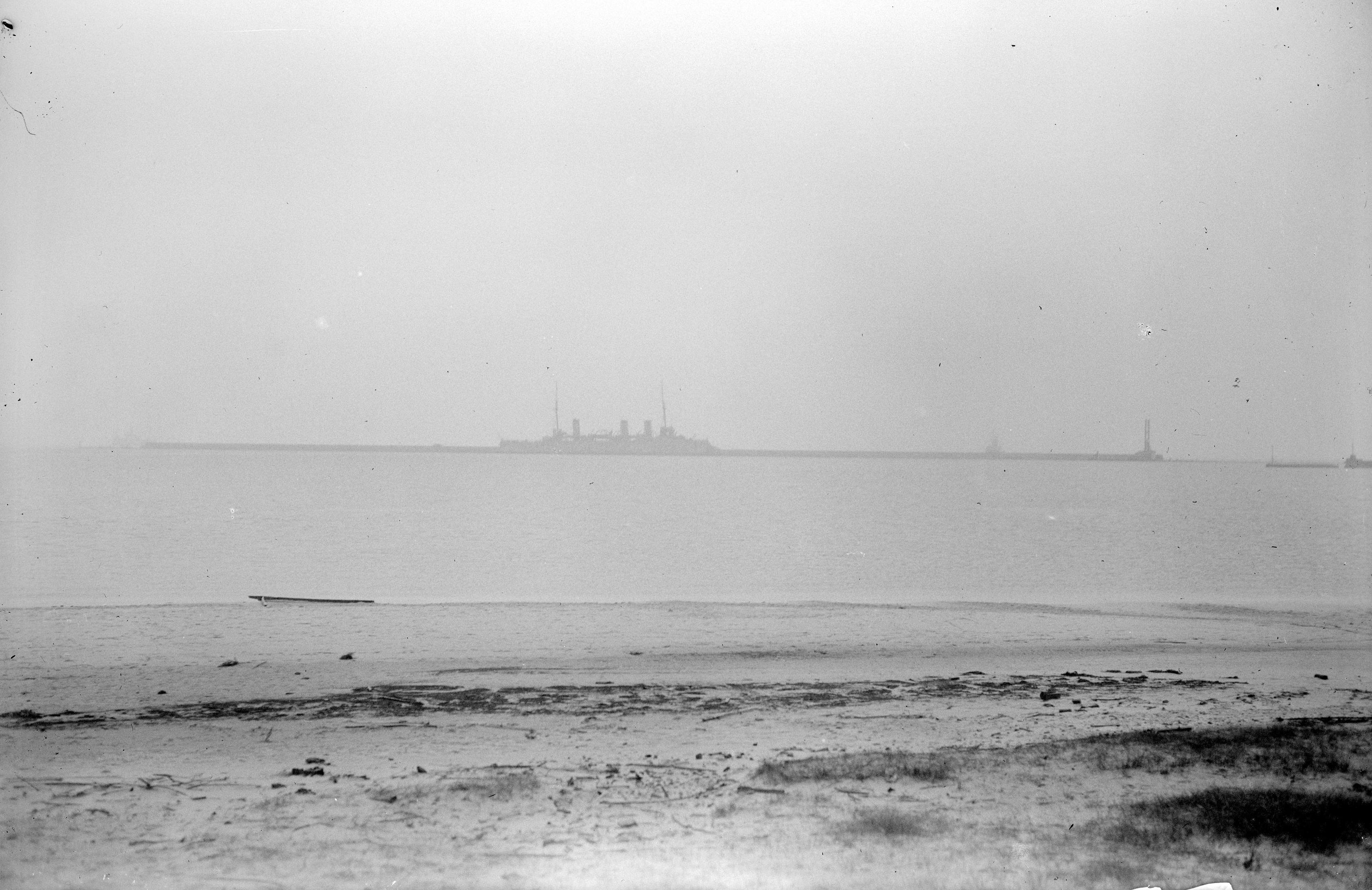
Sylwetka „Bałtyka” (słabo widoczna na tej fotografii) jako charakterystyczny element gdyńskiego portu

30 lipca 1927 nastąpiło podniesienie na okręcie polskiej bandery w Cherbourgu. Kierownictwo Marynarki Wojennej nadało okrętowi tymczasową nazwę „Władysław IV” (względnie „Król Władysław IV”), na cześć króla Władysława IV Wazy, którego imieniem nazwane były dawne koszary szkoły w Świeciu. Taką nazwę, w brzmieniu „Król Władysław IV”, umieszczono na burcie okrętu. 30 lipca 1927 okręt wyszedł z Cherbourga na holu holowników „Mammouth” i „Pingouin”, po czym, płynąc przez Kanał Kiloński, dotarł do Gdyni 11 sierpnia.
Jeszcze podczas holowania zdecydowano o zmianie nazwy okrętu na bardziej „neutralną” znaczeniowo: „Bałtyk”, wobec czego mosiężne litery tymczasowej nazwy zostały zdjęte z burty po przepłynięciu Kanału Kilońskiego. Dopiero 26 listopada 1927 roku opublikowano zarządzenie, zgodnie z którym 17 września generał dywizji Daniel Konarzewski w zastępstwie Ministra Spraw Wojskowych „nabytemu we Francji, zdeklasyfikowanemu krążownikowi o tymczasowej nazwie «Władysław IV»” nadał nazwę: ORP „Bałtyk” i wcielił go w skład marynarki wojennej z dniem 30 lipca 1927 roku. Zmiana nazwy prawdopodobnie wynikała z obaw, że „królewska” nazwa przyczyni się do wzmocnienia pozycji monarchistów w Polsce.
Wkrótce po przybyciu do Gdyni okręt został skierowany na remont do niemieckiej Stoczni Gdańskiej. Po jego powrocie do Gdyni 26 czerwca 1928 roku, dalsze prace prowadziły Warsztaty Portowe Marynarki Wojennej. W sierpniu 1928 roku w apartamentach admiralskich na „Bałtyku” zamieszkał podczas pobytu w Gdyni Prezydent RP Ignacy Mościcki, lecz przeniósł się następnie na statek „Gdynia” (według relacji, z powodu insektów na okręcie). Jeszcze raz „Bałtyk” był dokowany w Gdańsku w celu zdjęcia miedzianego poszycia i części miedzianych rurociągów i ostatecznie powrócił do Gdyni 7 grudnia 1928 roku. Według niektórych relacji, miedziane blachy, zdjęte z uwagi na ryzyko korozji galwanicznej zacumowanych obok jednostek, stanowiły część zapłaty za koszty dokowania. Z innych zmian, przede wszystkim zdjęto obie wieże artyleryjskie, wyremontowano niektóre instalacje (m.in. instalację ogrzewania), zdemontowano i zaślepiono zawory denne. Usunięto większość szalup, a z rufy galeryjkę admiralską. W publikacjach brak jest jednak na ogół konkretnych dat demontażu poszczególnych elementów, a czasem informacje wynikające z relacji są sprzeczne z materiałem zdjęciowym. Według niektórych relacji, zdemontowano też wieżę dowodzenia, lecz nie potwierdzają tego zdjęcia, a była ona elementem konstrukcji nadbudówki dziobowej. Pozostawiono maszyny i istniejące kotły, aczkolwiek były one niesprawne (jeden z kotłów przeznaczono później na zbiornik wody pitnej). Usunięto także kapy z kominów, większość ciężkich żurawików do łodzi i kotwice z dziobu – według części publikacji miało to miejsce podczas remontu w 1932 roku w Stoczni Gdańskiej, jednakże zdjęcia z lipca 1930 roku pokazują okręt już bez kap. Przystosowano dalej wnętrze do celów szkolno-mieszkalnych: na dolnym pokładzie zorganizowano pomieszczenia mieszkalne Szkoły, a na bateryjnym sale wykładowe i gabinety. W pomieszczeniu dziobowym utworzono szkolny warsztat mechaniczny. Pewne prace adaptacyjne były prowadzone aż do końca służby. Pod koniec lat 30. usunięto także stengi masztów. Okręt był zakotwiczony przed wejściem do basenu nr X na Oksywiu, stając się stałym elementem krajobrazu gdyńskiego portu. Komunikację z lądem zapewniał barkas przeciągany na linie.
Z uzbrojenia, „Bałtyk” posiadał jedynie sześć (być moze cztery) armat kalibru 47 mm Hotchkiss wz. 85 używanych jako salutacyjne. Pod koniec lat 20. rozważano przekształcenie „Bałtyka” w pływającą baterię przeciwlotniczą chroniącą Oksywie, uzbrojoną w osiem zakupionych w tym czasie we Francji armat kalibru 75 mm wz. 1924 na podstawach morskich, lecz zrezygnowano z tego pomysłu, m.in. z powodu obawy utraty wszystkich dział w razie zbombardowania okrętu (z dział tych ostatecznie utworzono 1 i 2 Morski Dywizjon Artylerii Przeciwlotniczej).

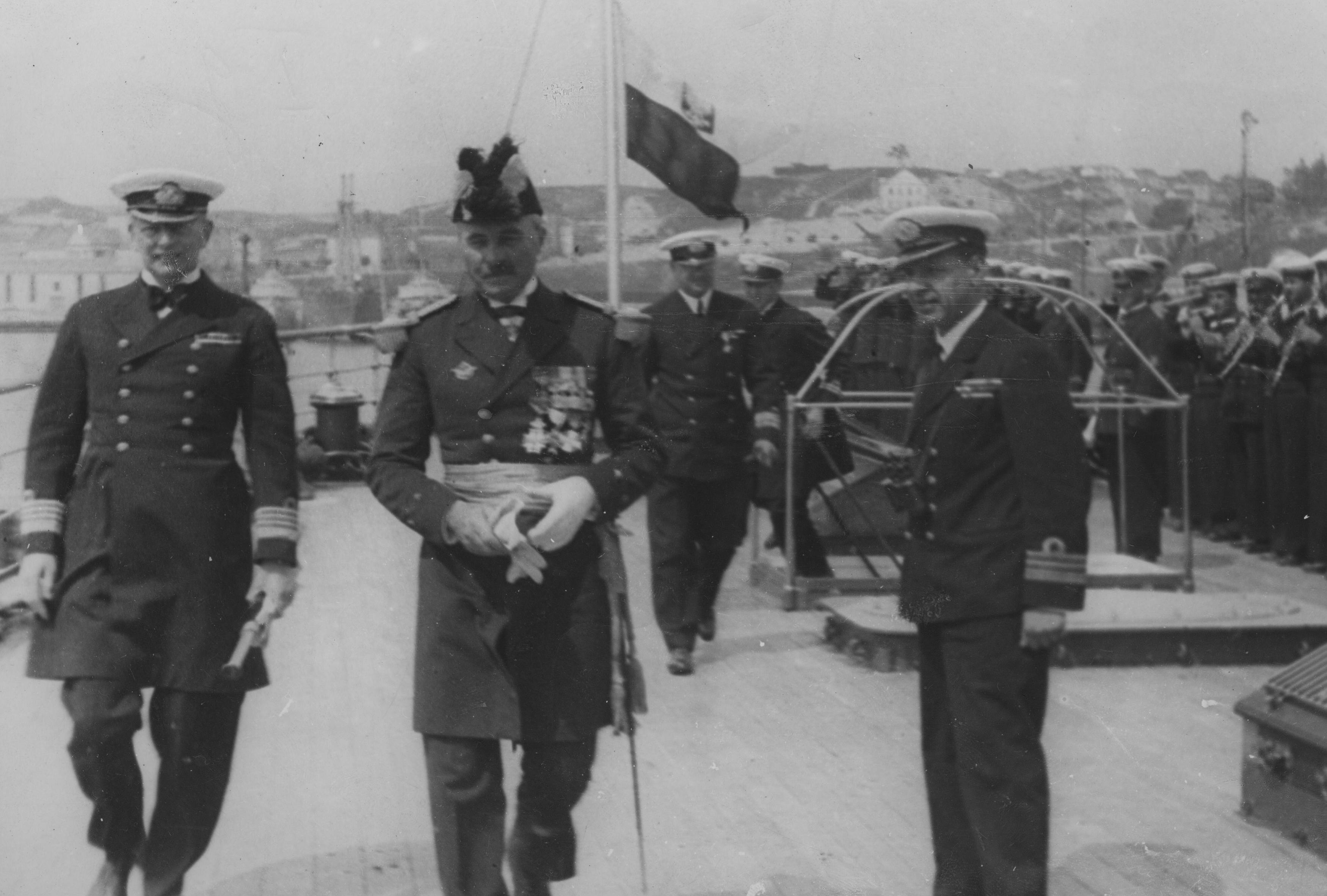
„Bałtyk” pełnił funkcje reprezentacyjne – wizyta francuskiego admirała Jeana de Laborde, 1931 rok. Po lewej kmdr Józef Unrug, po prawej kmdr por. Eugeniusz Solski

Szkoła Specjalistów Morskich, przeniesiona do Gdyni 1 września 1927, została ulokowana na „Bałtyku” dopiero na początku 1929 roku, od półrocza roku szkolnego 1928/29. Umieszczono też na nim mesę oficerską i kancelarię szkoły. 1 kwietnia 1930 „Bałtyk” wszedł w skład Dywizjonu Szkolnego jako siedziba Szkoły Specjalistów Morskich (od 1 czerwca 1935 – Centrum Wyszkolenia Specjalistów Floty) i okręt szkolny grupy ogólnopokładowej. Wykorzystywany był też przez grupę techniczną. Prowadzono na nim kursy dla marynarzy specjalistów i podoficerów oraz kursy aplikacyjne dla podporuczników. Na pokładzie okrętu odbywały się uroczyste promocje podporuczników i specjalistów morskich – pierwsza promocja oficerska miała miejsce 15 sierpnia 1928.
ORP „Bałtyk” pełnił także funkcje reprezentacyjne, będąc okrętem flagowym kolejnych dowódców Floty. Na jego pokładzie przyjmowano dowódców okrętów zagranicznych wizytujących Gdynię.

### II wojna światowa
Przed wybuchem wojny, latem 1939 roku powstał pomysł wykorzystania blach pancernych z „Bałtyka” do umocnień Lądowej Obrony Wybrzeża, lecz okazało się to niecelowe (należy zaznaczyć, że główny pokład pancerny okrętu wykonany był z miękkiej stali konstrukcyjnej, nie pancernej). Podczas mobilizacji, załogę hulka zwiększono do 132 osób. Nie jest jednak wyjaśniona z pewnością kwestia uzbrojenia okrętu. Z relacji wynika, że krótko przed wybuchem wojny prawdopodobnie zdjęto z „Bałtyka” dotychczasowe armaty salutacyjne kalibru 47 mm Hotchkissa, które miały wspomóc obronę lądową. W literaturze spotykane są także informacje, że przed wybuchem wojny lub na początku września ustawiono na „Bałtyku” dwie armaty kalibru 75 mm wz. 97 na podstawach morskich i zamieniono działka salutacyjne na bojowe kalibru 47 mm. M. Twardowski podaje w wątpliwość wymianę działek 47 mm, gdyż do celów salutacyjnych używano działek tego samego typu Hotchkiss wz. 85, i przypuszcza, że działka tego modelu użyte na lądzie, uważane za działka z „Bałtyka”, pochodziły z magazynów w Modlinie. Zdaniem M. Borowiaka, o ile armaty 47 mm zostały zdjęte z „Bałtyka”, prawdopodobnie następnie z powrotem zamontowano na nim te same lub inne armaty tego modelu, w liczbie czterech. Według relacji również jedna armata 47 mm zdjęta z „Bałtyka” miała zostać pod koniec pierwszego tygodnia września użyta w improwizowanym pociągu pancernym „Smok Kaszubski” (mogła to być również jedna z zamontowanych ponownie armat).
Po wybuchu II wojny światowej, 1 września 1939 podczas nalotu niemieckich bombowców Junkers Ju 87 na port około 13.50, „Bałtyk” został trafiony bombą w nadbudówkę rufową po prawej stronie, co wywołało niewielki pożar. W publikacjach można spotkać informację, że w kolejnych dniach załoga okrętu brała udział w odpieraniu ataków lotniczych, jednak ich autorzy nie wskazują, z jakiej broni – w sytuacji, gdy armaty posiadanych wzorów nie nadawały się do ognia przeciwlotniczego. 5 września część załogi wcielono do improwizowanego batalionu marynarzy kmdra ppor. Zygmunta Horyda w składzie Lądowej Obrony Wybrzeża. Z uwagi na niecelowość obrony okrętu, stanowiącego znaczny cel, został on 11 września opuszczony przez resztę załogi, która dołączyła do obrońców Kępy Oksywskiej. Prawdopodobnie w tym okresie też zdemontowano z okrętu pozostałe działa. 16 i 17 września jeszcze był ostrzeliwany przez Niemców z lądu i morza, doznając niewielkich uszkodzeń; doszło też do niewielkiego pożaru. 19 września okręt został zdobyty przez Niemców. Przez pewien czas „Bałtyk” był używany przez Niemców jako hulk mieszkalny, po czym został złomowany. Najczęściej spotyka się wersję o złomowaniu okrętu w Gdańsku w 1942 roku. Według jednak relacji rybaka Piotra Bukowskiego, był on od połowy 1940 roku do lata 1941 roku rozbierany przy obecnym Nabrzeżu Jugosłowiańskim w Gdyni (według M. Twardowskiego, być może do Gdańska zostały przeholowane resztki okrętu).

### Dowódcy w polskiej służbie[48][53]
- kmdr Jerzy Łątkiewicz: 16 lipca 1927 – 13 sierpnia 1927
- kmdr ppor. Włodzimierz Steyer: 13 sierpnia 1927 – 22 września 1927
- kmdr por. Adam Mohuczy: 22 września 1927 – 4 maja 1929
- kpt. mar. Arkadiusz Kisiel-Zahorański: 1929–1930
- kpt. mar. Witold Nabrocki: 1 sierpnia 1930 – czerwiec 1932
- kpt. mar. Stefan Gebethner: czerwiec 1932 – październik 1933
- kmdr ppor. Jerzy Kłossowski: październik 1933 – styczeń 1934
- kpt. mar. Jerzy Boreyko: 1934–1935
- kpt. mar. Jerzy Umecki (p.o).: 1 czerwca 1935 – 26 czerwca 1935
- kpt. mar. Aleksander Hulewicz: 26 czerwca 1935 – kwiecień 1936
- kpt. mar. Józef Danyluk: kwiecień 1936 – październik 1937
- kpt. mar. Wiktor Łomidze: październik 1937 – styczeń 1938
- kpt. mar. Antoni Kremer: 1939 – 11 września 1939

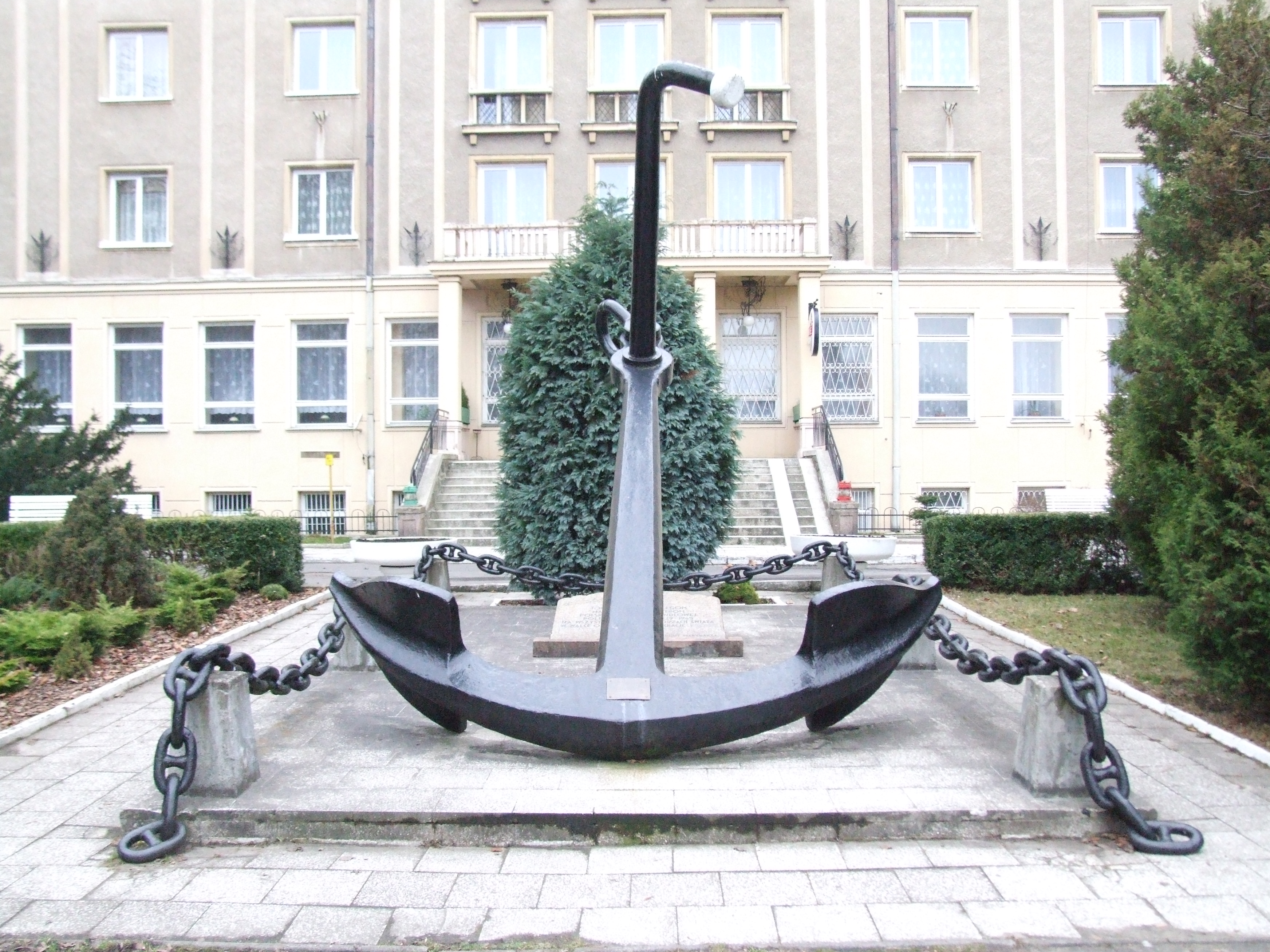
Kotwica z „Bałtyka” jako Pomnik Marynarzom Polskiej Marynarki Handlowej w Gdyni

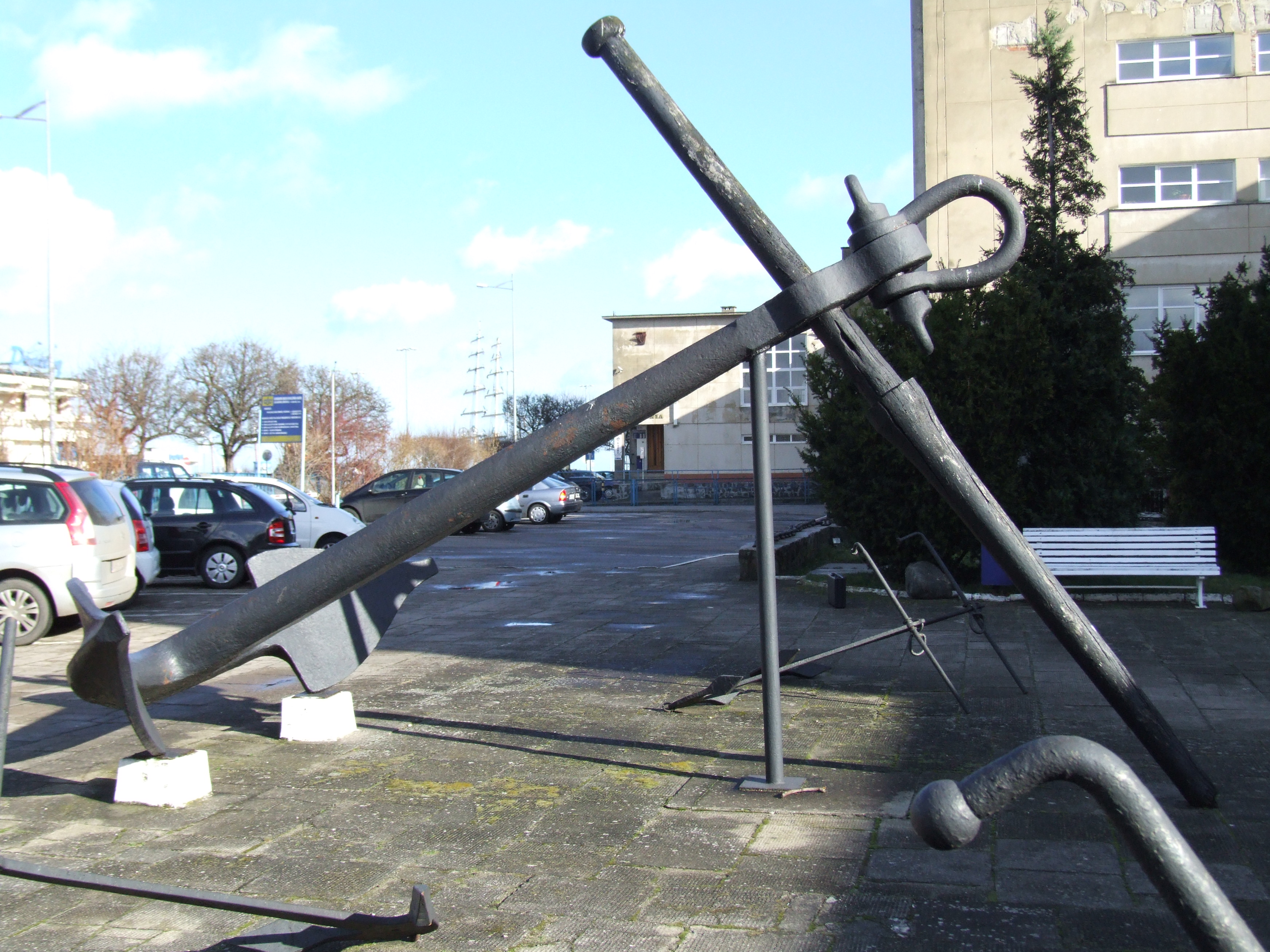
Kotwica przed budynkiem Wydziału Nawigacji WSM w Gdyni

## Zachowane elementy okrętu
- Trzy kotwice admiralicji:
  - Gdynia:
    - przed Muzeum Marynarki Wojennej w Gdyni (od 28 czerwca 2020 roku, wcześniej eksponowana przez wiele lat przed Domem Marynarza przy al. Marszałka Piłsudskiego w Gdyni, oddana do muzeum przez Polskie Linie Oceaniczne)[54]
    - przed Wydziałem Nawigacji Akademii Morskiej w Gdyni; al. Jana Pawła II (bez oryginalnej poprzeczki)[55][56]

  - Warszawa:
    - teren Żeglarskiego Klubu Turystycznego PTTK „Rejsy” (Port Czerniakowski), poprzednio gmach Ministerstwa Żeglugi[55][54]
- koło sterowe – w zbiorze Muzeum Marynarki Wojennej w Gdyni[57]